# Lijst van landen in 1803
Hieronder volgt een lijst van landen van de wereld in 1803.

## Uitleg
- Onder het kopje Onafhankelijke landen zijn de landen in de wereld opgelijst die in 1803 onafhankelijk waren.
- Alle de facto onafhankelijke staten die niet, of slechts in zeer beperkte mate, door andere landen werden erkend, zijn weergegeven onder het kopje Niet algemeen erkende landen.
- De afhankelijke gebieden, dat wil zeggen gebieden die niet worden gezien als een integraal onderdeel van de staat waar ze afhankelijk van zijn, zoals vazalstaten, protectoraten en kolonies, zijn weergegeven onder het kopje Niet-onafhankelijke gebieden.
- De in grote mate onafhankelijke rijksvrije gebieden (hertogdommen, graafschappen, heerlijkheden, rijkssteden, prinsbisdommen, etc.) die lagen binnen de grenzen van het Heilige Roomse Rijk zijn apart opgelijst onder het kopje Staten binnen het Heilige Roomse Rijk.
- De belangrijkste dynastieën binnen de Marathaconfederatie staan vermeld onder het kopje Dynastieën binnen de Marathaconfederatie en de in grote mate onafhankelijke onderdelen van het Mogolrijk zijn weergegeven onder het kopje Staten binnen het Mogolrijk.
- De zelfstandige koninkrijken van het Koninkrijk Bali zijn weergegeven onder het kopje Balinese koninkrijken.

## Staatkundige veranderingen in 1803
- Januari: einde van de Britse bezetting van Curaçao.
- 3 februari: de Franse kolonies Île de France en Réunion worden samengevoegd tot de kolonie Frans-Oost-Indië.
- 21 februari: de Engelse Kaapkolonie komt weer in handen van de Bataafse Republiek.
- 25 februari: de Reichsdeputationshauptschluss. Vorming van Arenberg, Regensburg (Vorstendom van de Aartskanselier), Neuravensburg, Schussenried en Weißenau, Winterrieden, Schaesberg-Tannheim, Leiningen, Salm-Reifferscheid-Krautheim, Salm-Horstmar, Modena-Breisgau, Nassau-Oranje-Fulda, Salm, Rheina-Wolbeck, Lindau, Baindt en Dülmen.
- 25 februari: einde van de onafhankelijkheid van Konstanz, Kempten, Ellwangen, Freising, Regensburg, Sankt Emmeram, Niedermünster, Obermünster, Passau, Wetzlar, Berchtesgaden, Straatsburg, Bazel, Friedberg, Rothenburg, Windsheim, Schweinfurt, Weißenburg, Paltsgraafschap aan de Rijn, Goslar, Mühlhausen, Nordhausen, Tarasp, Brixen, Corvey, Werden, Dortmund, Buchau, Salem, Weingarten, Kaisheim, Abdij Schussenried, Abdij Marchtal, Petershausen, Wettenhausen, Gengenbach, Neresheim, Sankt Georg, Söflingen, Esslingen, Überlingen, Memmingen, Biberach, Ravensburg, Kempten, Kaufbeuren, Weil der Stadt, Wangen, Leutkirch, Wimpfen, Giengen, Pfullendorf, Buchhorn, Aalen, Bopfingen, Buchau, Offenburg, Gengenbach, Burgholzhausen, Soden, Gochsheim, Sennfeld, Sulzbach, Harmersbach, Worms, Sankt Ulrich und Afra, Michaelsberg, Sankt Blasien, Plettenberg-Mietingen, Frauenchiemsee, Quedlinburg en Zell am Harmersbach.
- 25 februari: het Prinsaartsbisdom Salzburg wordt het Keurvorstendom Salzburg, de Abdij Gutenzell wordt een graafschap, de Abdij Heggbach wordt een graafschap, de Abdij Ochsenhausen wordt een graafschap, de Rijksstad Isny wordt een graafschap, de Abdij Rot wordt het Graafschap Wartenberg-Rot, het Graafschap Löwenstein-Wertheim-Rochefort wordt het Graafschap Löwenstein-Wertheim-Rosenberg en de Abdij Edelstetten wordt een graafschap.
- 25 februari: erkenning van de rijksvrijheid van Heitersheim dat onder het bestuur stond van de Orde van Malta en een vorstendom wordt.
- 10 maart: de Helvetische Republiek wordt de Zwitserse Bondsstaat.
- 16 maart: einde van de Britse bezetting van Egypte.
- 20 maart: Britse bezetting van de Franse kolonie Saint-Pierre en Miquelon.
- 21 maart: de graafschappen Waldburg-Wolfegg, Waldburg-Zeil-Trauchburg en Waldburg-Zeil-Wurzach worden vorstendommen.
- 4 april: het Prinsbisdom Lübeck wordt het Vorstendom Lübeck.
- 29 april: het Hertogdom Württemberg wordt het Keurvorstendom Württemberg.
- 15 mei: het Landgraafschap Hessen-Kassel wordt het Keurvorstendom Hessen.
- 4 juni: Franse bezetting van Hannover.
- 21 juni: de Franse kolonie Sainte-Lucie wordt weer Brits.
- 30 juni: de Franse kolonie Tobago wordt een Britse kolonie.
- 10 juli: het Graafschap Hatzfeld-Trachenberg wordt een vorstendom.
- 25 juli: het Markgraafschap Baden wordt het Keurvorstendom Baden.
- 1 augustus: Fugger-Babenhausen wordt in de rijksvorstendom verheven.
- 19 augustus: Zweden draagt Wismar over aan Mecklenburg-Schwerin.
- 20 september: Britse bezetting van de Nederlandse kolonies Essequebo en Berbice.
- 4 december: Mingrelië wordt een Russisch protectoraat.
- 20 december: door de verkoop van de Fransen aan de Amerikanen komt Nieuw-Frankrijk onder Amerikaanse soevereiniteit.
- Castell-Rüdenhausen en Castell-Castell worden samengevoegd tot het Graafschap Castell.
- Het Kanaat Avar komt onder Russische heerschappij.
- Einde van de onafhankelijkheid van Abu Arish.
- Alwar wordt een vorstenland van Brits-Indië.
- Het Sultanaat Elisu komt onder Russische suzereiniteit.
- Sirmur en Suket worden bezet door Nepal.

## Onafhankelijke landen

### A
| Korte landsnaam (Nederlands) | Lange landsnaam (Nederlands)                                    | Korte landsnaam (oorspronkelijke taal/talen) |
| ---------------------------- | --------------------------------------------------------------- | -------------------------------------------- |
| Abemama                      | Koninkrijk Abemama                                              | Kiribatisch: Abemama                         |
| Aboh                         | Koninkrijk Aboh                                                 | Yoruba: Obodo Eze                            |
| Abu Arish (tot 1803)         | Sjeikdom Abu Arish                                              | Arabisch: Abu Arish / أبو عريش               |
| Abu Dhabi                    | Emiraat Abu Dhabi                                               | Arabisch: Abū Ẓabī / أبوظبي                  |
| Adrar                        | Emiraat Adrar                                                   | Arabisch: Adrar / ولاية آدرار                |
| Afghanistan                  | Emiraat Afghanistan (ook wel: Kabulistan / Rijk der Durraniden) | Dari en Pasjtoe: Afġānistān / افغانستان      |
| Agadez                       | Sultanaat Agadez (ook wel: Sultanaat Aïr)                       | Arabisch: Toeareg:                           |
| Ahom                         | Koninkrijk Ahom (ook wel: Koninkrijk Assam)                     | Assamees: আহোম ৰাজ্য                            |
| Ajman                        | Emiraat Ajman                                                   | Arabisch: ʿAǧmān / عجمان                     |
| Akwa Akpa                    | Akwa Akpa                                                       | Ibibio: Akwa Akpa                            |
| Akyem                        | Confederatie van Akyem-staten                                   | Twi: Akyem                                   |
| Alo                          | Alo (ook wel: Koninkrijk Tu'a of Koninkrijk Futuna)             | Futunisch: Tu'a                              |
| Amarro                       | Koninkrijk Amarro (ook wel: Amaro)                              | Sidamo: Amarro                               |
| Andorra                      | Vorstendom Andorra                                              | Catalaans, Frans en Spaans: Andorra          |
| Angoche                      | Sultanaat Angoche                                               | Ekoti: Angoche                               |
| Ankole                       | Koninkrijk Ankole (ook wel: Nkore)                              | Nkore: Nkore                                 |
| Anziku                       | Koninkrijk Anziku (ook wel: Teke / Tio / Tyo)                   |                                              |
| Aro                          | Confederatie van de Aro                                         | Igbo: Omu Aro                                |
| Ashanti                      | Koninkrijk Ashanti                                              | Akan: Asanteman                              |
| Assinie                      | Koninkrijk Assinie                                              |                                              |
| Atjeh                        | Sultanaat Atjeh                                                 | Atjehs: Acèh                                 |
| Avar (tot 1803)              | Kanaat Avar                                                     |                                              |
| Awsa                         | Afar Sultanaat Awsa                                             | Afar: Awsa                                   |

### B
| Korte landsnaam (Nederlands) | Lange landsnaam (Nederlands)                         | Korte landsnaam (oorspronkelijke taal/talen) |
| ---------------------------- | ---------------------------------------------------- | -------------------------------------------- |
| Baguirmi                     | Sultanaat Baguirmi                                   | Baguirmi: Baguirmi                           |
| Bahawalpur                   | Bahawalpur                                           | Urdu: بہاولپور                               |
| Bajini                       | Sultanaat Bajini                                     | Comorees: Bajini                             |
| Bali                         | Koninkrijk Bali                                      | Balinees: Bali                               |
| Baltistan                    | Baltistan                                            | Balti: Baltiyul / བལྟིསྟན / بلتیول              |
| Bambao                       | Sultanaat Bambao                                     | Comorees: Bambao                             |
| Bambara                      | Rijk van de Bambara (ook wel: Bamana / Ségou / Segu) | Bambara:                                     |
| Bamum                        | Koninkrijk Bamum (ook wel: Bamoun)                   | Mbum: Bamum                                  |
| Banana Islands               | Banana Islands                                       | Engels: Banana Islands                       |
| Baol                         | Koninkrijk Baol                                      | Serer: Bawol                                 |
| Bara                         | Koninkrijk Bara                                      | Malagassisch: Bara                           |
| Barotseland                  | Koninkrijk Barotseland                               | Lozi: Bulozi                                 |
| Barra                        | Barra                                                | Mandinka: Niumi                              |
| Bawlake                      | Bawlake                                              | Kayah:                                       |
| Benin                        | Koninkrijk Benin                                     | Edo: Edo                                     |
| Bhutan                       | Bhutan                                               | Dzongkha: Druk Yul / འབྲུག་ཡུལ་                 |
| Biram                        | Biram                                                | Biram                                        |
| Birma                        | Koninkrijk Birma (Konbaung-dynastie)                 | Birmaans:                                    |
| Biu                          | Koninkrijk Biu                                       | Bura-Pabir: Biu                              |
| Boechara                     | Emiraat Boechara (ook wel: Bukhara / Buchara)        | Oezbeeks: Buxoro / Бухоро Tadzjieks: Бухоро  |
| Boeganda                     | Koninkrijk Boeganda                                  | Luganda: Buganda                             |
| Boina                        | Koninkrijk Boina                                     | Malagassisch: Boina                          |
| Bonabele                     | Bonabele                                             | Duala: Bonabele                              |
| Bondu                        | Bondu                                                | Fula: Bundu Mandinka:                        |
| Bone                         | Bone (ook wel: Boni)                                 | Boeginees:                                   |
| Bono                         | Koninkrijk Bono                                      | Abron: Bonoman                               |
| Bora Bora                    | Koninkrijk Bora Bora                                 | Tahitiaans: Porapora                         |
| Bornu                        | Koninkrijk Bornu                                     | Kanuri: Bornu                                |
| Brakna                       | Emiraat Brakna                                       | Arabisch: Brakna / ولاية البراكنة            |
| Brunei                       | Staat Brunei                                         | Maleis: Brunei Darussalam / دارالسلام        |
| Bunyoro-Kitara               | Koninkrijk Bunyoro-Kitara                            | Nyoro: Bunyoro-Kitara                        |
| Burundi                      | Koninkrijk Burundi                                   | Kirundi: Burundi                             |
| Busoga                       | Koninkrijk Busoga                                    | Lusoga: Busoga                               |
| Buton                        | Sultanaat Buton (ook wel: Butung)                    | Cia-Cia: Moronene: Wolio:                    |

### C
| Korte landsnaam (Nederlands) | Lange landsnaam (Nederlands)                               | Korte landsnaam (oorspronkelijke taal/talen)          |
| ---------------------------- | ---------------------------------------------------------- | ----------------------------------------------------- |
| Carpegna                     | Graafschap Carpegna                                        | Italiaans: Carpegna                                   |
| Cayor                        | Koninkrijk Cayor                                           | Wolof: Kayor                                          |
| Chamba                       | Chamba                                                     | Chambeali:                                            |
| Chaubisi Rajya               | Chaubisi Rajya (ook wel: Chaubise Rajya / Chaubisye Rajya) | Nepalees:                                             |
| China                        | Keizerrijk van de Grote Qing                               | Mandarijn: Zhongguo / 中國 Mantsjoe: Dulimbai Gurun / |
| Chitral                      | Chitral                                                    | Khowar: Chitral                                       |
| Chorasmië                    | Kanaat Chorasmië (ook wel: Xiva / Khiva)                   | Oezbeeks: Xorazm / خورەزم Perzisch: Xwârazm / خوارزم  |
| Cospaia                      | Republiek Cospaia                                          | Italiaans: Cospaia                                    |

### D
| Korte landsnaam (Nederlands) | Lange landsnaam (Nederlands)               | Korte landsnaam (oorspronkelijke taal/talen) |
| ---------------------------- | ------------------------------------------ | -------------------------------------------- |
| Dahomey                      | Koninkrijk Dahomey                         | Fon: Danhome                                 |
| Damagaram                    | Sultanaat Damagaram                        | Hausa: Damagaram                             |
| Darfur                       | Sultanaat Darfur                           | Fur: Darfur                                  |
| Darvaz                       | Darvaz (ook wel: Darwaz / Darvoz / Darwoz) | Perzisch: Darvāz / درواز                     |
| Daura                        | Emiraat Daura                              | Hausa: Daura                                 |
| Dauro                        | Koninkrijk Dauro                           | Kaffa: Dauro                                 |
| Denemarken-Noorwegen         | Koninkrijk Denemarken en Noorwegen         | Deens en Noors: Danmark–Norge                |
| Dendi                        | Koninkrijk Dendi                           | Songhai: Dendi                               |
| Dosso                        | Koninkrijk Dosso                           | Zarma: Doso                                  |
| Douala                       | Koninkrijk Douala                          | Douala:                                      |
| Dutse                        | Koninkrijk Dutse                           |                                              |

### E
| Korte landsnaam (Nederlands) | Lange landsnaam (Nederlands)                        | Korte landsnaam (oorspronkelijke taal/talen) |
| ---------------------------- | --------------------------------------------------- | -------------------------------------------- |
| Ethiopië                     | Keizerrijk Ethiopië (ook wel: Keizerrijk Abessinië) | Amhaars: ኢትዮጵያ / ʾĪtyōppyā                   |

### F
| Korte landsnaam (Nederlands) | Lange landsnaam (Nederlands)                       | Korte landsnaam (oorspronkelijke taal/talen) |
| ---------------------------- | -------------------------------------------------- | -------------------------------------------- |
| Fezzan                       | Sultanaat Fezzan                                   |                                              |
| Fika                         | Emiraat Fika                                       | Bole: Fika                                   |
| Fouta Djallon                | Koninkrijk Fouta Djallon (ook wel: Almamaat Timbo) | Fula: Fuuta Jallon                           |
| Fouta Toro                   | Koninkrijk Fouta Toro                              | Fula: Fuuta Tooro                            |
| Frankrijk                    | Franse Republiek (in de praktijk een keizerrijk)   | Frans: France                                |

### G
| Korte landsnaam (Nederlands) | Lange landsnaam (Nederlands)                | Korte landsnaam (oorspronkelijke taal/talen) |
| ---------------------------- | ------------------------------------------- | -------------------------------------------- |
| Garo                         | Koninkrijk Garo (ook wel: Koninkrijk Bosha) | Sidama: Garo                                 |
| Geledi                       | Sultanaat Geledi                            | Arabisch: غوبرون Somalisch: Geledi           |
| Gera                         | Koninkrijk Gera                             | Afaan Oromo: Gera                            |
| Gimirra                      | Koninkrijk Gimirra                          | Yemsa: Gimirra                               |
| Gliji                        | Gliji (ook wel: Genyigba)                   | Gen:                                         |
| Gobir                        | Gobir                                       | Hausa: Gobir                                 |
| Gomma                        | Koninkrijk Gomma                            | Afaan Oromo: Goma                            |
| Grand-Bassam                 | Koninkrijk Grand-Bassam                     | Moossou                                      |
| Gumel                        | Emiraat Gumel                               | Hausa: Gumel                                 |
| Gumma                        | Koninkrijk Gumma                            | Afaan Oromo: Gumma                           |

### H
| Korte landsnaam (Nederlands) | Lange landsnaam (Nederlands)                            | Korte landsnaam (oorspronkelijke taal/talen)                    |
| ---------------------------- | ------------------------------------------------------- | --------------------------------------------------------------- |
| Habr Yunis                   | Sultanaat Habr Yunis                                    | Arabisch: هبر يونس Somalisch: Habar Yoonis                      |
| Hamahame                     | Sultanaat Hamahame                                      | Comorees: Hamahame                                              |
| Hamamvu                      | Sultanaat Hamamvu                                       | Comorees: Hamamvu                                               |
| Hambu                        | Sultanaat Hambu                                         | Comorees: Hambu                                                 |
| Harar                        | Emiraat Harar                                           | Ge'ez: Harar / ሐረር                                              |
| Hawaï                        | Koninkrijk Hawaï                                        | Hawaïaans: Hawai'i                                              |
| Hawwara                      | Hawwara (ook wel: Huwwara / Howwara / Hewwara / Houara) | Arabisch: الهوارة Berbers: Ihuwwaren                            |
| Heilige Roomse Rijk          | Heilige Roomse Rijk der Duitse Natie                    | Duits: Heiliges Römisches Reich Latijn: Sacrum Romanum Imperium |
| Huahine                      | Koninkrijk Huahine                                      | Tahitiaans: Huahine                                             |
| Huambo                       | Koninkrijk Huambo (ook wel: Wambu)                      | Umbundu: Wambu                                                  |

### I
| Korte landsnaam (Nederlands) | Lange landsnaam (Nederlands)                                             | Korte landsnaam (oorspronkelijke taal/talen) |
| ---------------------------- | ------------------------------------------------------------------------ | -------------------------------------------- |
| Idoani                       | Confederatie Idoani                                                      | Yoruba: Idoani                               |
| Igala                        | Koninkrijk Igala (ook wel: Koninkrijk Idah)                              | Igala: Igala                                 |
| Igara                        | Koninkrijk Igara                                                         | Hororo: Igara                                |
| Igbirra                      | Igbirra (ook wel: Ebira)                                                 | Igbirra: Igbirra                             |
| Ijebu                        | Koninkrijk Ijebu (ook wel: Koninkrijk Jebu)                              | Yoruba: Ijebu                                |
| Ilé-Ifè                      | Koninkrijk Ilé-Ifè                                                       | Yoruba: Ilé—Ifẹ̀                              |
| Imerina                      | Koninkrijk Imerina (ook wel: Koninkrijk Merina / Koninkrijk Ambohimanga) | Plateaumalagasi: Imerina                     |
| Isandra                      | Koninkrijk Isandra                                                       |                                              |
| Isedo                        | Koninkrijk Isedo                                                         | Yoruba: Ìsẹ̀dó                                |
| Itsandra                     | Sultanaat Itsandra                                                       | Comorees: Itsandra                           |
| Iwo                          | Koninkrijk Iwo                                                           | Yoruba: Iwo                                  |

### J
| Korte landsnaam (Nederlands) | Lange landsnaam (Nederlands)                    | Korte landsnaam (oorspronkelijke taal/talen) |
| ---------------------------- | ----------------------------------------------- | -------------------------------------------- |
| Jaintia                      | Koninkrijk Jaintia                              | Pnar:                                        |
| Jambi                        | Jambi                                           | Jambimaleis: Jambi                           |
| Janjira                      | Janjira                                         |                                              |
| Japan                        | Tokugawa-shogunaat                              | Japans: Nippon / 日本                        |
| Jimma                        | Koninkrijk Jimma                                | Ometo: Kaka Jima                             |
| Johor                        | Sultanaat Johor (ook wel: Sultanaat Johor-Riau) | Johormaleis: Johor                           |
| Jolof                        | Koninkrijk Jolof                                | Wolof: Jolof                                 |
| Joseon                       | Koninkrijk Groot Joseon                         | Koreaans: Chosŏn / 대조선국                  |

### K
| Korte landsnaam (Nederlands) | Lange landsnaam (Nederlands)                                     | Korte landsnaam (oorspronkelijke taal/talen)                 |
| ---------------------------- | ---------------------------------------------------------------- | ------------------------------------------------------------ |
| Kaabu                        | Koninkrijk Kaabu (ook wel: Gabu / Ngabou / N’Gabu)               | Madninka: Kaabu                                              |
| Kaarta                       | Koninkrijk Kaarta                                                | Bambara: Kaarta                                              |
| Kabasarana                   | Kabasarana                                                       |                                                              |
| Kachari                      | Koninkrijk Kachari (ook wel: Koninkrijk Dimasa)                  | Assamees: কছাৰী ৰাজ্য                                            |
| Kaffa                        | Koninkrijk Kaffa                                                 | Kaffa: Kaffa                                                 |
| Kajara                       | Koninkrijk Kajara                                                | Kajara                                                       |
| Kalabari                     | Koninkrijk Kalabari                                              | Kalabari: Kalabari                                           |
| Kandy                        | Koninkrijk Kandy                                                 | Singalees: සිංහලේ රාජධානිය Tamil:                                  |
| Kano                         | Kano                                                             | Hausa: Kano                                                  |
| Karagwe                      | Koninkrijk Karagwe                                               | Nyambo: Karagwe                                              |
| Kasanje                      | Koninkrijk Kasanje (ook wel: Koninkrijk Jaga)                    | Kasanzi                                                      |
| Katsina                      | Katsina                                                          | Hausa: Katsina                                               |
| Kazembe                      | Koninkrijk Kazembe                                               | Bemba: Kazembe                                               |
| Kebbi                        | Emiraat Kebbi (ook wel: Emiraat Argungu)                         | Hausa: Kebbi                                                 |
| Kelantan                     | Kelantan                                                         |                                                              |
| Kénédougou                   | Koninkrijk Kénédougou                                            | Maninka: Kenedugu                                            |
| Kerkelijke Staat             | Kerkelijke Staat (ook wel: Staat van de Kerk / Pauselijke Staat) | Italiaans: Stato Pontificio Latijn: Status Pontificius       |
| Ketu                         | Ketu (ook wel: Ketou)                                            | Yoruba: Ketu                                                 |
| Khasso                       | Koninkrijk Khasso                                                | Fula: Xaaso                                                  |
| Kilwa                        | Sultanaat Kilwa                                                  | Swahili: Kilwa                                               |
| Kitangonya                   | Sjeikdom Kitangonya                                              | Kitangonya                                                   |
| Kokand                       | Kanaat Kokand (ook wel: Kanaat Farghana)                         | Perzisch: خوقند Russisch: Коканд                             |
| Kombo                        | Koninkrijk Kombo                                                 |                                                              |
| Kong                         | Koninkrijk Kong (ook wel: Wattara / Ouattara)                    | Dioula: Kong                                                 |
| Kongo                        | Koninkrijk Kongo                                                 | Kikongo: Kongo                                               |
| Konta                        | Koninkrijk Konta                                                 | Kaffa: Konta                                                 |
| Kooki                        | Koninkrijk Kooki                                                 | Kooki                                                        |
| Koya Temne                   | Koninkrijk Koya Temne                                            | Temne: Koya-Temne                                            |
| Kpa Mende                    | Confederatie Kpa Mende                                           | Mende: Kpaa Mende                                            |
| Krung Thep                   | Koninkrijk Krung Thep (ook wel: Koninkrijk Siam)                 | Thai:                                                        |
| Kuba                         | Koninkrijk Kuba (ook wel: Koninkrijk Bushongo)                   |                                                              |
| Kubu                         | Kubu                                                             |                                                              |
| Kunduz                       | Kanaat Kunduz                                                    | Dari: قندوز Oezbeeks: Kunduz Pasjtoe: کندز Tadzjieks: Қундуз |
| Kutai Kartanegara            | Kutai Kartanegara                                                | Kutai:                                                       |
| Kutch                        | Kutch                                                            | Kutchi:                                                      |
| Kwararafa                    | Kwararafa                                                        | Jukun Takum:                                                 |

### L
| Korte landsnaam (Nederlands) | Lange landsnaam (Nederlands)             | Korte landsnaam (oorspronkelijke taal/talen) |
| ---------------------------- | ---------------------------------------- | -------------------------------------------- |
| La Dombe                     | Sultanaat La Dombe                       | Comorees:                                    |
| Laghouat                     | Laghouat                                 | Arabisch: الأغواط Berbers:                   |
| Lalangina                    | Koninkrijk Lalangina                     | Lalangina                                    |
| Lanao                        | Confederatie van Sultanaten in Lanao     | Maranao:                                     |
| Lete                         | Lete (ook wel: Balete)                   | Tswana: baLete                               |
| Loango                       | Koninkrijk Loango                        | Kikongo: Lwããgu                              |
| Luba                         | Koninkrijk Luba                          | Tshiluba: Luba                               |
| Lunda                        | Koninkrijk Lunda                         | Tshilunda: Lunda                             |
| Luuka                        | Luuka                                    | Lusoga: Luuka                                |
| Luwu                         | Koninkrijk Luwu (ook wel: Luwuq / Wareq) | Boeginees: Luwu / ᨒᨘᨓᨘ                         |

### M
| Korte landsnaam (Nederlands) | Lange landsnaam (Nederlands)                                | Korte landsnaam (oorspronkelijke taal/talen) |
| ---------------------------- | ----------------------------------------------------------- | -------------------------------------------- |
| Maguindanao                  | Sultanaat Maguindanao                                       | Arabisch:                                    |
| Majeerteen                   | Sultanaat Majeerteen (ook wel: Sultanaat Harti / Majerteen) | Arabisch: ماجرتين Somalisch: Majeerteen      |
| Mandara                      | Sultanaat Mandara (ook wel: Sultanaat Wandala)              | Mandara                                      |
| Manipur                      | Koninkrijk Manipur                                          |                                              |
| Mankessim                    | Koninkrijk Mankessim                                        | Fante: Mankessim                             |
| Maore                        | Sultanaat Maore (ook wel: Sultanaat Mawuti)                 | Comorees:                                    |
| Maratharijk                  | Marathaconfederatie                                         | Marathi: Marāṭhā Sāmrājya / मराठासाम्राज्यम्        |
| Maravi                       | Koninkrijk Maravi                                           | Nyanja:                                      |
| Marokko                      | Koninkrijk Marokko                                          | Arabisch: al-Maġrib / المغرب                 |
| Massina                      | Massina                                                     | Fula:                                        |
| Mataram                      | Sultanaat Mataram                                           | Javaans: Mataram                             |
| Maymana                      | Kanaat Maymana (ook wel: Maimana)                           | Perzisch: Maymana / میمنه                    |
| Mbaku                        | Sultanaat Mbaku                                             | Comorees: Mbaku                              |
| Mbude                        | Sultanaat Mbude                                             | Comorees: Mbude                              |
| Mbunda                       | Koninkrijk Mbunda                                           | Mbunda: Mbunda                               |
| Mehtuli                      | Kanaat Mehtuli (ook wel: Dzhengutai / Jengutay)             | Koemuks: Mahtulu xanlıq                      |
| Meliau                       | Sultanaat Meliau                                            | Meliau                                       |
| Menabe                       | Koninkrijk Menabe                                           | Sakalava-Malagasi:                           |
| Mitsamihuli                  | Sultanaat Mitsamihuli                                       | Comorees: Mitsamihuli                        |
| Mogolrijk                    | Mogolrijk                                                   | Perzisch: Shāhān-e Moġul / حکومت مغلیاں      |
| Montenegro                   | Prinsbisdom Montenegro                                      | Servisch: Crna Gora / Црна Гора              |
| Mthethwa                     | Mthethwa                                                    | Zoeloe: Mthethwa                             |
| Muscat en Oman               | Sultanaat Muscat                                            | Arabisch: Masqaṭ wa-‘Umān / مسقط وعمان       |

### N
| Korte landsnaam (Nederlands) | Lange landsnaam (Nederlands)                    | Korte landsnaam (oorspronkelijke taal/talen) |
| ---------------------------- | ----------------------------------------------- | -------------------------------------------- |
| Napels                       | Koninkrijk Sicilië (ook wel: Koninkrijk Napels) | Italiaans en Napolitaans: Napoli             |
| Nawanagar                    | Nawanagar                                       |                                              |
| Ndwandwe                     | Ndwandwe                                        | Zoeloe: Ndwandwe                             |
| Ndzuwani                     | Sultanaat Ndzuwani                              | Comorees: Ndzuwani                           |
| Negeri Sembilan              | Negeri Sembilan Darul Khusus                    | Maleis: Negeri Sembilan / نڬري سمبيلن        |
| Nembe                        | Koninkrijk Nembe                                | Izon: Nembe                                  |
| Nepal                        | Koninkrijk Nepal                                | Nepalees: Nepal / नेपाल                        |
| Ngoyo                        | Koninkrijk Ngoyo                                | N'Goyo                                       |
| Niue-Fekai                   | Koninkrijk Niue-Fekai                           | Niuees: Niue-Fekai                           |
| Nshenyi                      | Koninkrijk Nshenyi                              | Hororo: Nshenyi                              |
| Nungu                        | Koninkrijk Nungu                                | Gurma: Nungu                                 |
| Nupe                         | Koninkrijk Nupe                                 |                                              |

### O
| Korte landsnaam (Nederlands)             | Lange landsnaam (Nederlands)                   | Korte landsnaam (oorspronkelijke taal/talen) |
| ---------------------------------------- | ---------------------------------------------- | -------------------------------------------- |
| Obwera                                   | Koninkrijk Obwera                              | Hororo: Obwera                               |
| Oke-Ila Orangun                          | Oke-Ila en Ila-Orangun (ook wel Ile-Yara)      | Yoruba: Òkè-Ìlá Òràngún                      |
| Okrika                                   | Koninkrijk Okrika                              | Kalabari: Okrika                             |
| Ondo                                     | Koninkrijk Ondo                                | Yporuba: Ondo                                |
| Onitsha                                  | Koninkrijk Onitsha                             | Igbo: Ọnịcha                                 |
| Orungu                                   | Koninkrijk Orungu                              | Myene:                                       |
| Osogbo                                   | Koninkrijk Osogbo                              | Yoruba: Oṣogbo                               |
| Ottomaanse Rijk (ook wel: Osmaanse Rijk) | Sublieme Ottomaanse Staat                      | Osmaans: Osmanlı Devleti / عثمانلى دولتى     |
| Ouaddaï                                  | Koninkrijk Ouaddaï (ook wel: Koninkrijk Wadai) | Maba:                                        |
| Owo                                      | Koninkrijk Owo                                 | Yoruba: Owo                                  |
| Oyo                                      | Koninkrijk Oyo                                 | Yoruba: Oyo                                  |

### P
| Korte landsnaam (Nederlands) | Lange landsnaam (Nederlands)                              | Korte landsnaam (oorspronkelijke taal/talen) |
| ---------------------------- | --------------------------------------------------------- | -------------------------------------------- |
| Paaseiland                   | Paaseiland                                                | Rapa Nui: Rapa Nui                           |
| Pagaruyung                   | Koninkrijk Pagaruyung (ook wel: Minangkabau / Malayapura) | Maleis:Pagar Ruyung Minangkabaus: Sanskriet: |
| Palembang                    | Sultanaat Palembang                                       | Musi:                                        |
| Papekat                      | Sultanaat Papekat                                         |                                              |
| Pasir                        | Sultanaat Pasir                                           |                                              |
| Pate                         | Sultanaat Pate                                            | Swahili:                                     |
| Perak                        | Sultanaat Perak                                           | Maleis: Perak / ڨيراق                        |
| Perzië                       | Perzische Rijk                                            | Perzisch: Irân / ایران                       |
| Pontianak                    | Sultanaat Pontianak                                       | Pontianak                                    |
| Porto-Novo                   | Koninkrijk Porto-Novo                                     | Fon: Ajache Ipo                              |
| Portugal                     | Koninkrijk Portugal en de Algarve                         | Portugees: Portugal                          |

### R
| Korte landsnaam (Nederlands) | Lange landsnaam (Nederlands)                                     | Korte landsnaam (oorspronkelijke taal/talen)            |
| ---------------------------- | ---------------------------------------------------------------- | ------------------------------------------------------- |
| Ragusa                       | Republiek Ragusa                                                 | Italiaans: Ragusa Kroatisch: Dubrovnik Latijn: Ragusium |
| Raiatea                      | Koninkrijk Raiatea                                               | Tahitiaans: Ra'iatea                                    |
| Rapa Iti                     | Rapa Iti (ook wel: Oparo)                                        | Rapan: Rapa Iti                                         |
| Ras al-Khaimah               | Emiraat Ras al-Khaimah (ook wel: Ras al-Chaima)                  | Arabisch: Ras al-Khaimah / رأس الخيمة                   |
| Rimatara                     | Koninkrijk Rimatara                                              | Austral: Rimatara                                       |
| Rozwi                        | Rozwi (ook wel: Lozwi / Changamire / Botwa / Ukalanga / Karanga) | Kalanga:                                                |
| Rujumbura                    | Koninkrijk Rujumbura                                             | Rujumbura                                               |
| Rukiga                       | Koninkrijk Rukiga                                                | Rukiga: Rukiga                                          |
| Rurutu                       | Koninkrijk Rurutu                                                | Rurutisch: Rurutu                                       |
| Rusland                      | Keizerrijk Rusland (ook wel: Russische Rijk)                     | Russisch: Rossijskaja Imperija / Российская Империя     |
| Rwanda                       | Koninkrijk Rwanda                                                | Kinyarwanda: Rwanda                                     |

### S
| Korte landsnaam (Nederlands) | Lange landsnaam (Nederlands)                                          | Korte landsnaam (oorspronkelijke taal/talen) |
| ---------------------------- | --------------------------------------------------------------------- | -------------------------------------------- |
| Saloum                       | Koninkrijk Saloum                                                     | Serer: Saluum                                |
| Sambas                       | Sultanaat Sambas                                                      | Maleis: Sambas                               |
| Samoa                        | Koninkrijk Samoa                                                      | Samoaans: Samoa                              |
| Sankul                       | Sjeikdom Sankul                                                       | Sankul                                       |
| Sanwi                        | Koninkrijk Sanwi                                                      | Anyin: Sanwi                                 |
| Sardinië                     | Koninkrijk Sardinië (ook wel: Piëmont-Sardinië)                       | Italiaans: Sardegna                          |
| Selangor                     | Sultanaat Selangor Darul Ehsan                                        | Maleis: Selangor / سلاڠور                    |
| Selimbau                     | Selimbau                                                              | Maleis: Selimbau                             |
| Sennar                       | Funj-sultanaat Sennar (ook wel: Sultanaat Sinnar of Blauwe Sultanaat) | Arabisch: السلطنة الزرقاء                    |
| Sharjah                      | Emiraat Sharjah                                                       | Arabisch: Aš Šāriqah / الشارقة               |
| Sheka                        | Sheka                                                                 | Sheka                                        |
| Shewa                        | Shewa (ook wel: Shoa / Shua / Showa / Shuwa)                          | Afaan Oromo: Shawaa Amhaars: ሸዋ              |
| Shilluk                      | Koninkrijk Shilluk                                                    | Shilluk: Läg Cøllø                           |
| Siak                         | Sultanaat Siak Sri Indrapura                                          | Maleis: Siak                                 |
| Sicilië                      | Koninkrijk Sicilië                                                    | Italiaans en Siciliaans: Sicilia             |
| Sigave                       | Koninkrijk Sigave                                                     | Futunisch: Sigave                            |
| Sikh                         | Rijk van de Sikhs (ook wel: Punjab)                                   | Perzisch:                                    |
| Silat                        | Silat                                                                 | Maleis: Silat                                |
| Sindh                        | Sindh (Talpur-dynastie)                                               | Sindhi: سنڌ Urdu: سندھ                       |
| Shilluk                      | Koninkrijk Shilluk                                                    | Shilluk: Läg Cøllø                           |
| Sine                         | Koninkrijk Sine (ook wel: Sin)                                        | Serer: Siin                                  |
| Sirmur (tot 1803)            | Sirmur (ook wel: Sirmor / Sirmaur / Sirmour / Sirmoor / Nahan)        | Sirmauri:                                    |
| Sjeberghan                   | Kanaat Sjeberghan (ook wel: Sheberghan / Shibarghan)                  | Perzisch: Shaburghān / شبرغان                |
| Sintang                      | Sitang                                                                |                                              |
| Spanje                       | Koninkrijk Spanje                                                     | Spaans: España                               |
| Suket (tot 1803)             | Koninkrijk Suket                                                      | Hindoestani: Suket / सुकेत                     |
| Sulu                         | Sultanaat Sulu Dar al-Islam                                           | Arabisch:                                    |
| Swaziland                    | Koninkrijk Swaziland                                                  | Swazi: Swaziland                             |

### T
| Korte landsnaam (Nederlands) | Lange landsnaam (Nederlands)                 | Korte landsnaam (oorspronkelijke taal/talen) |
| ---------------------------- | -------------------------------------------- | -------------------------------------------- |
| Tadjourah                    | Sultanaat Tadjourah                          | Afar: Tagórri                                |
| Tagant                       | Emiraat Tagant                               | Arabisch: Tagant / ولاية تكانت               |
| Tahiti                       | Koninkrijk Tahiti                            | Tahitiaans: Otaheiti                         |
| Tahuata                      | Koninkrijk Tahuata                           | Zuid-Marquesas: Tahuata                      |
| Tamatave                     | Koninkrijk Tamatave (ook wel: Betsimisaraka) | Malagassisch: Tamatave                       |
| Tawaeli                      | Tawaeli                                      | Kaili:                                       |
| Tawana                       | Tawana (ook wel: Batawana / Ngamiland)       | Tswana: baTawana                             |
| Tekna                        | Tekna                                        | Hassaniya: Tashelhiyt:                       |
| Tenkodogo                    | Tenkodogo                                    | More: Tenkodogo                              |
| Tonga                        | Tonga                                        | Tongaans: Tuʻi Tonga                         |
| Touggourt                    | Sultanaat Touggourt                          |                                              |
| Trarza                       | Emiraat Trarza                               | Arabisch: Trarza / ولاية الترارزة            |
| Tumbatu                      | Sjeikdom Tumbatu                             | Tumbatu                                      |

### U
| Korte landsnaam (Nederlands) | Lange landsnaam (Nederlands)                 | Korte landsnaam (oorspronkelijke taal/talen) |
| ---------------------------- | -------------------------------------------- | -------------------------------------------- |
| Ubani                        | Koninkrijk Ubani (ook wel: Koninkrijk Bonny) | Ibibio: Okolo-Ama                            |
| Umm al-Qaiwain               | Emiraat Umm al-Qaiwain                       | Arabisch: Umm al Quwwayn / أمّ القيوين        |
| Unyanyembe                   | Unyanyembe                                   |                                              |

### V
| Korte landsnaam (Nederlands) | Lange landsnaam (Nederlands)                        | Korte landsnaam (oorspronkelijke taal/talen) |
| ---------------------------- | --------------------------------------------------- | -------------------------------------------- |
| Verenigd Koninkrijk          | Verenigd Koninkrijk van Groot-Brittannië en Ierland | Engels: United Kingdom                       |
| Verenigde Staten             | Verenigde Staten van Amerika                        | Engels: United States                        |
| Vietnam                      | Grote Viet Rijk                                     | Vietnamees: Đại Việt / 大越                  |

### W
| Korte landsnaam (Nederlands) | Lange landsnaam (Nederlands)             | Korte landsnaam (oorspronkelijke taal/talen)    |
| ---------------------------- | ---------------------------------------- | ----------------------------------------------- |
| Waalo                        | Koninkrijk Waalo (ook wel: Oualo)        | Wolof: Waalo                                    |
| Wajoq                        | Koninkrijk Wajoq (ook wel: Wajo / Wajok) | Boeginees: Wajoq / ᨓᨍᨚ                           |
| Walayta                      | Koninkrijk Walayta (ook wel: Welayta)    | Wolaytta: Walayta                               |
| Wallis                       | Koninkrijk Wallis (ook wel: Uvea)        | Wallisiaans: 'Uvea                              |
| Wanga                        | Koninkrijk Wanga                         | Luhya: Wanga                                    |
| Warri                        | Koninkrijk Warri                         | Itsekiri: Warri                                 |
| Warsangali                   | Sultanaat Warsangali (ook wel: Gerad)    | Arabisch: سلطنة الورسنجلي Somalisch: Warsangeli |
| Washili                      | Sultanaat Washili                        | Comorees: Washili                               |
| Wogodogo                     | Koninkrijk Wogodogo                      | More: Wogodogo                                  |

### Y
| Korte landsnaam (Nederlands) | Lange landsnaam (Nederlands)                    | Korte landsnaam (oorspronkelijke taal/talen) |
| ---------------------------- | ----------------------------------------------- | -------------------------------------------- |
| Yauri                        | Emiraat Yauri (ook wel: Emiraat Yawuri)         | Hausa: Yawuri                                |
| Yengar                       | Koninkrijk Yengar (ook wel: Koninkrijk Janjero) | Sidamo: Yengar                               |

### Z
| Korte landsnaam (Nederlands) | Lange landsnaam (Nederlands) | Korte landsnaam (oorspronkelijke taal/talen) |
| ---------------------------- | ---------------------------- | -------------------------------------------- |
| Zazzau                       | Koninkrijk Zazzau            | Hausa: Zazzau                                |
| Zweden                       | Koninkrijk Zweden            | Zweeds: Sverige                              |

## Andere landen

### Staten binnen het Heilige Roomse Rijk
Hieronder volgt een lijst van rijksvrije gebieden (steden, vorstendommen, graafschappen, bisdommen, abdijen, etc.) van het Heilige Roomse Rijk. De rijksridderschappen zijn niet in onderstaande lijst opgenomen.
| Korte landsnaam (Nederlands)                      | Lange naam                                                                                                  | Korte landsnaam (oorspronkelijke taal/talen)                                                                                     |
| ------------------------------------------------- | --- | --- |
| Aalen (tot 25 februari)                           | Rijksstad Aalen                                                                                             | Duits: Aalen |
| Anhalt-Bernburg                                   | Vorstendom Anhalt-Bernburg                                                                                  | Duits: Anhalt-Bernburg |
| Anhalt-Dessau                                     | Vorstendom Anhalt-Dessau                                                                                    | Duits: Anhalt-Dessau |
| Anhalt-Köthen                                     | Vorstendom Anhalt-Köthen                                                                                    | Duits: Anhalt-Köthen |
| Arenberg (vanaf 25 februari)                      | Hertogdom Arenberg-Meppen                                                                                   | Duits: Arenberg |
| Augsburg                                          | Rijksstad Augsburg                                                                                          | Duits: Augsburg |
| Baden                                             | Markgraafschap Baden (tot 25 juli) Keurvorstendom Baden (vanaf 25 juli)                                     | Duits: Baden |
| Baindt (vanaf 25 februari)                        | Graafschap Baindt                                                                                           | Duits: Baindt |
| Bazel                                             | Prinsbisdom Bazel                                                                                           | Duits: Basel |
| Beieren                                           | Keurvorstendom Beieren                                                                                      | Duits: Bayern |
| Berchtesgaden (tot 25 februari)                   | Proosdij Berchtesgaden                                                                                      | Duits: Berchtesgaden |
| Biberach (tot 25 februari)                        | Rijkstad Biberach                                                                                           | Duits: Biberach |
| Bömelburg                                         | Heerlijkheid Bömelburg                                                                                      | Duits: Bömelburg |
| Bopfingen (tot 25 februari)                       | Rijksstad Bopfingen                                                                                         | Duits: Bopfingen |
| Brunswijk-Wolfenbüttel                            | Vorstendom Brunswijk-Wolfenbüttel                                                                           | Duits: Braunschweig-Wolfenbüttel                                                                                                 |
| Bremen                                            | Rijksstad Bremen                                                                                            | Duits: Bremen |
| Brixen (tot 25 februari)                          | Prinsbisdom Brixen                                                                                          | Duits: Brixen |
| Buchau (tot 25 februari)                          | Abdij Buchau                                                                                                | Duits: Buchau |
| Buchau (tot 25 februari)                          | Rijksstad Buchau                                                                                            | Duits: Buchau |
| Buchhorn (tot 25 februari)                        | Rijksstad Buchhorn                                                                                          | Duits: Buchhorn |
| Burgholzhausen (tot 25 februari)                  | Rijksdorp Burgholzhausen                                                                                    | Duits: Burgholzhausen |
| Buxheim                                           | Heerlijkheid Buxheim                                                                                        | Duits: Buxheim |
| Castell (vanaf 1803)                              | Graafschap Castell                                                                                          | Duits: Castell |
| Castell-Castell (tot 1803)                        | Graafschap Castell-Castell                                                                                  | Duits: Castell-Castell |
| Castell-Rüdenhausen (tot 1803)                    | Graafschap Castell-Rüdenhausen                                                                              | Duits: Castell-Rüdenhausen |
| Corvey (tot 25 februari)                          | Prinsbisdom Corvey                                                                                          | Duits: Corvey |
| Dortmund (tot 25 februari)                        | Rijksstad Dortmund                                                                                          | Duits: Dortmund |
| Duitse Orde                                       | Orde van de Broeders van het Hospitaal van de Heilige Maria der Duitsers in Jeruzalem                       | Duits: Deutsche Orden |
| Dülmen (vanaf 25 februari)                        | Graafschap Cröy-Dülmen                                                                                      | Duits: Dülmen |
| Edelstetten                                       | Abdij Edelstetten (tot 25 februari) Graafschap Edelstetten (vanaf 25 februari)                              | Duits: Edelstetten |
| Ellwangen (tot 25 februari)                       | Proosdij Ellwangen                                                                                          | Duits: Ellwangen |
| Erbach-Erbach                                     | Graafschap Erbach-Erbach                                                                                    | Duits: Erbach-Erbach |
| Erbach-Fürstenau                                  | Graafschap Erbach-Fürstenau                                                                                 | Duits: Erbach-Fürstenau |
| Erbach-Schönberg                                  | Graafschap Erbach-Schönberg                                                                                 | Duits: Erbach-Schönberg |
| Esslingen (tot 25 februari)                       | Rijksstad Esslingen                                                                                         | Duits: Esslingen |
| Frankfurt                                         | Rijksstad Frankfurt                                                                                         | Duits: Frankfurt |
| Frauenchiemsee (tot 25 februari)                  | Abdij Frauenchiemsee                                                                                        | Duits: Frauenchiemsee |
| Freising (tot 25 februari)                        | Prinsbisdom Freising                                                                                        | Duits: Freising |
| Friedberg                                         | Burggraafschap Friedberg                                                                                    | Duits: Friedberg |
| Friedberg (tot 25 februari)                       | Rijksstad Friedberg                                                                                         | Duits: Friedberg |
| Fugger-Babenhausen (vanaf 1 augustus)             | Graafschap Fugger-Babenhausen                                                                               | Duits: Fugger-Babenhausen |
| Fugger-Kirchheim                                  | Graafschap Fugger-Kirchheim                                                                                 | Duits: Fugger-Kirchheim |
| Fugger-Nordendorf                                 | Graafschap Fugger-Nordendorf                                                                                | Duits: Fugger-Nordendorf |
| Fürstenberg-Fürstenberg                           | Vorstendom Fürstenberg-Fürstenberg                                                                          | Duits: Fürstenberg-Fürstenberg                                                                                                   |
| Fürstenberg-Pürglitz                              | Vorstendom Fürstenberg-Pürglitz                                                                             | Duits: Fürstenberg-Pürglitz |
| Gemen                                             | Heerlijkheid Gemen                                                                                          | Duits: Gemen |
| Gengenbach (tot 25 februari)                      | Abdij Gengenbach                                                                                            | Duits: Gengenbach |
| Gengenbach (tot 25 februari)                      | Rijksstad Gengenbach                                                                                        | Duits: Gengenbach |
| Giengen (tot 25 februari)                         | Rijksstad Giengen                                                                                           | Duits: Giengen |
| Gochsheim (tot 25 februari)                       | Rijksdorp Gochsheim                                                                                         | Duits: Gochsheim |
| Goslar (tot 25 februari)                          | Rijksstad Goslar                                                                                            | Duits: Goslar |
| Gutenzell                                         | Abdij Gutenzell (tot 25 februari) Graafschap Gutenzell (vanaf 25 februari)                                  | Duits: Gutenzell |
| Habsburgse Rijk                                   | Habsburgse Rijk (ook wel: Habsburgse monarchie / Oostenrijkse monarchie)                                    | Duits: Habsburgermonarchie Hongaars: Habsburg Birodalom Kroatisch: Habsburška Monarhija Latijn: Tsjechisch: Habsburská monarchie |
| Hallermund                                        | Graafschap Hallermund                                                                                       | Duits: Hallermund |
| Hamburg                                           | Rijksstad Hamburg                                                                                           | Duits: Hamburg |
| Harmersbach (tot 25 februari)                     | Rijksdal Harmersbach                                                                                        | Duits: Harmersbach |
| Hatzfeld-Trachenberg                              | Graafschap Hatzfeld-Trachenberg (tot 10 juli) Vorstendom Hatzfeld-Trachenberg (vanaf 10 juli)               | Duits: Hatzfeld-Trachenberg |
| Hatzfeld-Wildenburg                               | Graafschap Hatzfeld-Wildenburg                                                                              | Duits: Hatzfeld-Wildenburg |
| Heggbach                                          | Abdij Heggbach (tot 25 februari) Graafschap Heggbach (vanaf 25 februari)                                    | Duits: Heggbach |
| Heitersheim (vanaf 25 februari)                   | Vorstendom Heitersheim                                                                                      | Duits en Italiaans: Heitersheim                                                                                                  |
| Hessen (vanaf 15 mei)                             | Keurvorstendom Hessen                                                                                       | Duits: Kurhessen |
| Hessen-Darmstadt                                  | Landgraafschap Hessen-Darmstadt                                                                             | Duits: Hessen-Darmstadt |
| Hessen-Homburg                                    | Landgraafschap Hessen-Homburg                                                                               | Duits: Hessen-Homburg |
| Hessen-Kassel (tot 15 mei)                        | Landgraafschap Hessen-Kassel                                                                                | Duits: Hessen-Cassel |
| Hohengeroldseck                                   | Graafschap Hohengeroldseck                                                                                  | Duits: Hohengeroldseck |
| Hohenlohe-Bartenstein                             | Vorstendom Hohenlohe-Bartenstein                                                                            | Duits: Hohenlohe-Bartenstein |
| Hohenlohe-Ingelfingen                             | Vorstendom Hohenlohe-Ingelfingen                                                                            | Duits: Hohenlohe-Ingelfingen |
| Hohenlohe-Jagstberg                               | Vorstendom Hohenlohe-Jagstberg                                                                              | Duits: Hohenlohe-Jagstberg |
| Hohenlohe-Kirchberg                               | Vorstendom Hohenlohe-Kirchberg                                                                              | Duits: Hohenlohe-Kirchberg |
| Hohenlohe-Langenburg                              | Vorstendom Hohenlohe-Langenburg                                                                             | Duits: Hohenlohe-Langenburg |
| Hohenlohe-Öhringen-Neuenstein                     | Vorstendom Hohenlohe-Öhringen-Neuenstein                                                                    | Duits: Hohenlohe-Öhringen-Neuenstein                                                                                             |
| Hohenlohe-Waldenburg-Schillingfürst               | Vorstendom Hohenlohe-Waldenburg-Schillingfürst                                                              | Duits: Hohenlohe-Waldenburg-Schillingfürst                                                                                       |
| Hohenzollern-Hechingen                            | Vorstendom Hohenzollern-Hechingen                                                                           | Duits: Hohenzollern-Hechingen |
| Hohenzollern-Sigmaringen                          | Vorstendom Hohenzollern-Sigmaringen                                                                         | Duits: Hohenzollern-Sigmaringen                                                                                                  |
| Holzappel                                         | Graafschap Holzappel                                                                                        | Duits: Holzappel |
| Isenburg-Birstein                                 | Vorstendom Isenburg-Birstein                                                                                | Duits: Isenburg-Birstein |
| Isenburg-Büdingen                                 | Graafschap Isenburg-Büdingen                                                                                | Duits: Isenburg-Büdingen |
| Isenburg-Meerholz                                 | Graafschap Isenburg-Meerholz                                                                                | Duits: Isenburg-Meerholz |
| Isenburg-Philippseich                             | Graafschap Isenburg-Philippseich                                                                            | Duits: Isenburg-Philippseich |
| Isenburg-Wächtersbach                             | Graafschap Isenburg-Wächtersbach                                                                            | Duits: Isenburg-Wächtersbach |
| Isny                                              | Rijksstad Isny (tot 25 februari) Graafschap Isny (vanaf 25 februari)                                        | Duits: Isny |
| Kaisheim (tot 25 februari)                        | Abdij Kaisheim                                                                                              | Duits: Kaisheim |
| Kaufbeuren (tot 25 februari)                      | Rijksstad Kaufbeuren                                                                                        | Duits: Kaufbeuren |
| Kempten (tot 25 februari)                         | Abdij Kempten                                                                                               | Duits: Kempten |
| Kempten (tot 25 februari)                         | Rijksstad Kempten                                                                                           | Duits: Kempten |
| Kniphausen                                        | Heerlijkheid Kniphausen                                                                                     | Duits: Kniphausen |
| Königsegg-Aulendorf                               | Graafschap Königsegg-Aulendorf                                                                              | Duits: Königsegg-Aulendorf |
| Königsegg-Rothenfels                              | Graafschap Königsegg-Rothenfels                                                                             | Duits: Königsegg-Rothenfels |
| Konstanz (tot 25 februari)                        | Prinsbisdom Konstanz                                                                                        | Duits: Konstanz |
| Leiningen (vanaf 25 februari)                     | Vorstendom Leiningen                                                                                        | Duits: Leiningen |
| Leiningen-Westerburg-Neuleiningen                 | Graafschap Leiningen-Westerburg-Neuleiningen                                                                | Duits: Leiningen-Westerburg-Neuleiningen                                                                                         |
| Leiningen-Westerburg-Altleiningen                 | Graafschap Leiningen-Westerburg-Altleiningen (Graafschap Leiningen-Westerburg)                              | Duits: Leiningen-Westerburg-Altleiningen                                                                                         |
| Leutkirch (tot 25 februari)                       | Rijksstad Leutkirch                                                                                         | Duits: Leutkirch |
| Liechtenstein                                     | Vorstendom Liechtenstein                                                                                    | Duits: Liechtenstein |
| Limburg-Styrum                                    | Heerlijkheid Limburg-Styrum                                                                                 | Duits: Limburg-Styrum |
| Limpurg-Speckfeld                                 | Graafschap Limpurg-Speckfeld                                                                                | Duits: Limpurg-Speckfeld |
| Lindau (vanaf 25 februari)                        | Graafschap Lindau am Bodensee                                                                               | Duits: Lindau |
| Lippe                                             | Vorstendom Lippe                                                                                            | Duits: Lippe |
| Löwenstein-Wertheim-Rochefort (tot 25 februari)   | Graafschap Löwenstein-Wertheim-Rochefort                                                                    | Duits: Löwenstein-Wertheim-Rochefort                                                                                             |
| Löwenstein-Wertheim-Rosenberg (vanaf 25 februari) | Graafschap Löwenstein-Wertheim-Rosenberg                                                                    | Duits: Löwenstein-Wertheim-Rosenberg                                                                                             |
| Lübeck                                            | Rijksstad Lübeck                                                                                            | Duits: Lübeck |
| Lübeck                                            | Prinsbisdom Lübeck (tot 4 april) Vorstendom Lübeck (vanaf 4 april)                                          | Duits: Lübeck |
| Marchtal (tot 25 februari)                        | Abdij Marchtal                                                                                              | Duits: Marchtal |
| Mecklenburg-Schwerin                              | Hertogdom Mecklenburg-Schwerin                                                                              | Duits: Mecklenburg-Schwerin |
| Mecklenburg-Strelitz                              | Hertogdom Mecklenburg-Strelitz                                                                              | Duits: Mecklenburg-Strelitz |
| Memmingen (tot 25 februari)                       | Rijksstad Memmingen                                                                                         | Duits: Memmingen |
| Michaelsberg (tot 25 februari)                    | Abdij Michaelsberg                                                                                          | Duits: Michaelsberg |
| Modena-Breisgau (vanaf 25 februari)               | Hertogdom Modena-Breisgau                                                                                   | Duits: Modena-Breisgau |
| Mühlhausen (tot 25 februari)                      | Rijksstad Mühlhausen                                                                                        | Duits: Mühlhausen |
| Nassau-Oranje-Fulda (vanaf 25 februari)           | Vorstendom Nassau-Oranje-Fulda                                                                              | Duits: Nassau-Oranien-Fulda |
| Nassau-Usingen                                    | Vorstendom Nassau-Usingen                                                                                   | Duits: Nassau-Usingen |
| Nassau-Weilburg                                   | Vorstendom Nassau-Weilburg                                                                                  | Duits: Nassau-Weilburg |
| Neresheim (tot 25 februari)                       | Abdij Neresheim                                                                                             | Duits: Neresheim |
| Neuravensburg (vanaf 25 februari)                 | Heerlijkheid Neuravensburg                                                                                  | Duits: Neuravensburg |
| Niedermünster (tot 25 februari)                   | Abdij Niedermünster                                                                                         | Duits: Niedermünster |
| Nordhausen (tot 25 februari)                      | Rijksstad Nordhausen                                                                                        | Duits: Nordhausen |
| Nostitz-Rieneck                                   | Graafschap Nostitz-Rieneck                                                                                  | Duits: Nostitz-Rieneck |
| Obermünster (tot 25 februari)                     | Abdij Obermünster                                                                                           | Duits: Obermünster |
| Ochsenhausen                                      | Abdij Ochsenhausen (tot 25 februari) Graafschap Ochsenhausen (vanaf 25 februari)                            | Duits: Ochsenhausen |
| Offenburg (tot 25 februari)                       | Rijksstad Offenburg                                                                                         | Duits: Offenburg |
| Oldenburg                                         | Hertogdom Oldenburg                                                                                         | Duits: Oldenburg |
| Ortenburg                                         | Graafschap Ortenburg                                                                                        | Duits: Ortenburg |
| Öttingen-Spielberg                                | Vorstendom Öttingen-Spielberg                                                                               | Duits: Öttingen-Spielberg |
| Öttingen-Wallerstein                              | Vorstendom Öttingen-Wallerstein                                                                             | Duits: Öttingen-Wallerstein |
| Paltsgraafschap aan de Rijn (tot 25 februari)     | Paltsgraafschap aan de Rijn                                                                                 | Duits: Pfalzgrafschaft bei Rhein                                                                                                 |
| Pappenheim                                        | Graafschap Pappenheim                                                                                       | Duits: Pappenheim |
| Passau (tot 25 februari)                          | Prinsbisdom Passau                                                                                          | Duits: Passau |
| Petershausen (tot 25 februari)                    | Abdij Petershausen                                                                                          | Duits: Petershausen |
| Pfullendorf (tot 25 februari)                     | Rijksstad Pfullendorf                                                                                       | Duits: Pfullendorf |
| Plettenberg-Mietingen (vanaf 25 februari)         | Graafschap Plettenberg-Mietingen                                                                            | Duits: Plettenberg-Mietingen |
| (tot 1803) Pruisen (vanaf 1803)                   | Koninkrijk Pruisen                                                                                          | Duits: Preußen |
| Quedlinburg (tot 25 februari)                     | Abdij van Quedlinburg                                                                                       | Duits: Quedlinburg |
| Ravensburg (tot 25 februari)                      | Rijksstad Ravensburg                                                                                        | Duits: Ravensburg |
| Rechberg en Rothenlöwen                           | Graafschap Rechberg en Rothenlöwen                                                                          | Duits: Rechberg und Rothenlöwen                                                                                                  |
| Regensburg (tot 25 februari)                      | Prinsbisdom Regensburg                                                                                      | Duits: Regensburg |
| Regensburg (vanaf 25 februari)                    | Vorstendom Regensburg (ook wel: Keurvorstendom van de Aartskanselier / Vorstendom Regensburg-Aschaffenburg) | Duits: Regensburg |
| Reuss-Ebersdorf                                   | Graafschap Reuss-Ebersdorf                                                                                  | Duits: Reuß-Ebersdorf |
| Reuss-Lobenstein                                  | Vorstendom Reuss-Lobenstein                                                                                 | Duits: Reuß-Lobenstein |
| Reuss oudere linie                                | Vorstendom Reuss oudere linie (Vorstendom Reuss-Greiz)                                                      | Duits: Reuß ältere Linie |
| Reuss-Schleiz en Gera                             | Graafschap Reuss-Schleiz en Gera                                                                            | Duits: Reuß-Schleiz und Gera |
| Rheda                                             | Heerlijkheid Rheda                                                                                          | Duits: Rheda |
| Rheina-Wolbeck (vanaf 25 februari)                | Vorstendom Rheina-Wolbeck                                                                                   | Duits: Rheina-Wolbeck |
| Rietberg                                          | Graafschap Rietberg                                                                                         | Duits: Rietberg |
| Rot (tot 25 februari)                             | Abdij Rot (ook wel: Abdij Münchenroth)                                                                      | Duits: Rot |
| Rothenburg (tot 25 februari)                      | Rijksstad Rothenburg                                                                                        | Duits: Rothenburg |
| Saksen                                            | Keurvorstendom Saksen                                                                                       | Duits: Sachsen |
| Saksen-Coburg-Saalfeld                            | Hertogdom Saksen-Coburg-Saalfeld                                                                            | Duits: Sachsen-Coburg-Saalfeld                                                                                                   |
| Saksen-Eisenach                                   | Hertogdom Saksen-Eisenach                                                                                   | Duits: Sachsen-Eisenach |
| Saksen-Gotha-Altenburg                            | Hertogdom Saksen-Gotha-Altenburg                                                                            | Duits: Sachsen-Gotha-Altenburg                                                                                                   |
| Saksen-Meiningen                                  | Hertogdom Saksen-Meiningen (ook wel: Hertogdom Saksen-Meiningen-Hildburghausen)                             | Duits: Sachsen-Meiningen |
| Saksen-Weimar                                     | Hertogdom Saksen-Weimar                                                                                     | Duits: Sachsen-Weimar |
| Salem (tot 25 februari)                           | Abdij Salem                                                                                                 | Duits: Salem |
| Salm (vanaf 25 februari)                          | Vorstendom Salm                                                                                             | Duits: Salm |
| Salm-Horstmar (vanaf 25 februari)                 | Graafschap Salm-Horstmar                                                                                    | Duits: Salm-Horstmar |
| Salm-Reifferscheid-Krautheim (vanaf 25 februari)  | Graafschap Salm-Reifferscheid-Krautheim                                                                     | Duits: Salm-Reifferscheid-Krautheim                                                                                              |
| Salzburg                                          | Prinsaartsbisdom Salzburg (tot 25 februari) Keurvorstendom Salzburg (vanaf 25 februari)                     | Duits: Salzburg |
| Sankt Blasien (tot 25 februari)                   | Abdij Sankt Blasien                                                                                         | Duits: Sankt Blasien |
| Sankt Emmeram (tot 25 februari)                   | Abdij Sankt Emmeram                                                                                         | Duits: Sankt Emmeram |
| Sankt Georg (tot 25 februari)                     | Abdij Sankt Georg                                                                                           | Duits: Sankt Georg |
| Sankt Ulrich und Afra (tot 25 februari)           | Abdij Sankt Ulrich und Afra                                                                                 | Duits: Sankt Ulrich und Afra |
| Sayn-Wittgenstein-Berleburg                       | Vorstendom Sayn-Wittgenstein-Berleburg                                                                      | Duits: Sayn-Wittgenstein-Berleburg                                                                                               |
| Sayn-Wittgenstein-Hohenstein                      | Vorstendom Sayn-Wittgenstein-Hohenstein                                                                     | Duits: Sayn-Wittgenstein-Hohenstein                                                                                              |
| Schaesberg-Tannheim (vanaf 25 februari)           | Graafschap Schaesberg-Tannheim                                                                              | Duits: Schaesberg-Tannheim |
| Schauen                                           | Rijksheerlijkheid Schauen                                                                                   | Duits: Schauen |
| Schaumburg-Lippe                                  | Graafschap Schaumburg-Lippe                                                                                 | Duits: Schaumburg-Lippe |
| Schaumburg-Lippe-Alverdissen                      | Graafschap Schaumburg-Lippe-Alverdissen                                                                     | Duits: Schaumburg-Lippe-Alverdissen                                                                                              |
| Schönborn                                         | Graafschap Schönborn                                                                                        | Duits: Schönborn |
| Schönburg                                         | Vorstendom Schönburg                                                                                        | Duits: Schönburg |
| Schussenried (tot 25 februari)                    | Abdij Schussenried                                                                                          | Duits: Schussenried |
| Schussenried en Weißenau (vanaf 25 februari)      | Graafschap Schussenried en Weißenau                                                                         | Duits: Schussenried und Weißenau                                                                                                 |
| Schwarzburg-Rudolstadt                            | Vorstendom Schwarzburg-Rudolstadt                                                                           | Duits: Schwarzburg-Rudolstadt |
| Schwarzenberg                                     | Graafschap Schwarzenberg                                                                                    | Duits: Schwarzenberg |
| Schwarzburg-Sondershausen                         | Vorstendom Schwarzburg-Sondershausen                                                                        | Duits: Schwarzburg-Sondershausen                                                                                                 |
| Schweinfurt (tot 25 februari)                     | Rijksstad Schweinfurt                                                                                       | Duits: Schweinfurt |
| Sennfeld (tot 25 februari)                        | Rijksdorp Sennfeld                                                                                          | Duits: Sennfeld |
| Soden (tot 25 februari)                           | Rijksdorp Soden                                                                                             | Duits: Soden |
| Söflingen (tot 25 februari)                       | Abdij Söflingen                                                                                             | Duits: Söflingen |
| Solms-Braunfels                                   | Graafschap Solms-Braunfels                                                                                  | Duits: Solms-Braunfels |
| Solms-Laubach                                     | Graafschap Solms-Laubach                                                                                    | Duits: Solms-Laubach |
| Solms-Lich-Hohensolms                             | Graafschap Solms-Lich-Hohensolms                                                                            | Duits: Solms-Lich-Hohensolms |
| Solms-Rödelheim                                   | Graafschap Solms-Rödelheim                                                                                  | Duits: Solms-Rödelheim |
| Solms-Sachsenfeld                                 | Graafschap Solms-Sachsenfeld                                                                                | Duits: Solms-Sachsenfeld |
| Solms-Wildenfels                                  | Graafschap Solms-Wildenfels                                                                                 | Duits: Solms-Wildenfels |
| Stadion-Thannhausen                               | Graafschap Stadion-Thannhausen                                                                              | Duits: Stadion-Thannhausen |
| Stadion-Warthausen                                | Graafschap Stadion-Warthausen                                                                               | Duits: Stadion-Warthausen |
| Starhemberg                                       | Vorstendom Starhemberg                                                                                      | Duits: Starhemberg |
| Steinfurt                                         | Graafschap Steinfurt                                                                                        | Duits: Steinfurt |
| Stolberg-Gedern                                   | Vorstendom Stolberg-Gedern                                                                                  | Duits: Stolberg-Gedern |
| Störnstein                                        | Graafschap Störnstein                                                                                       | Duits: Störnstein |
| Straatsburg (tot 25 februari)                     | Prinsbisdom Straatsburg                                                                                     | Duits: Straßburg |
| Sulzbach (tot 25 februari)                        | Rijksdorp Sulzbach                                                                                          | Duits: Sulzbach |
| Tarasp (tot 25 februari)                          | Heerlijkheid Tarasp                                                                                         | Duits: Tarasp |
| Tengen                                            | Graafschap Tengen                                                                                           | Duits: Tengen |
| Thurn und Taxis                                   | Vorstendom Thurn und Taxis                                                                                  | Duits: Thurn und Taxis |
| Überlingen (tot 25 februari)                      | Rijksstad Überlingen                                                                                        | Duits: Überlingen |
| Waldburg-Wolfegg                                  | Graafschap Waldburg-Wolfegg (tot 21 maart) Vorstendom Waldburg-Wolfegg (vanaf 21 maart)                     | Duits: Waldburg-Wolfegg |
| Waldburg-Zeil-Trauchburg                          | Graafschap Waldburg-Zeil-Trauchburg(tot 21 maart) Vorstendom Waldburg-Zeil-Trauchburg (vanaf 21 maart)      | Duits: Waldburg-Zeil-Trauchburg                                                                                                  |
| Waldburg-Zeil-Wurzach                             | Graafschap Waldburg-Zeil-Wurzach (tot 21 maart) Vorstendom Waldburg-Zeil-Wurzach (vanaf 21 maart)           | Duits: Waldburg-Zeil-Wurzach |
| Wallmoden-Gimborn                                 | Graafschap Wallmoden-Gimborn                                                                                | Duits: Wallmoden-Gimborn |
| Waldeck-Pyrmont                                   | Vorstendom Waldeck en Pyrmont                                                                               | Duits: Waldeck-Pyrmont |
| Wangen (tot 25 februari)                          | Rijksstad Wangen                                                                                            | Duits: Wangen |
| Wartenberg-Rot (vanaf 25 februari)                | Graafschap Wartenberg-Rot                                                                                   | Duits: Wartenberg-Rot |
| Weil der Stadt (tot 25 februari)                  | Rijksstad Weil der Stadt                                                                                    | Duits: Weil der Stadt |
| Weingarten (tot 25 februari)                      | Abdij Weingarten                                                                                            | Duits: Weingarten |
| Weißenburg (tot 25 februari)                      | Rijksstad Weißenburg                                                                                        | Duits: Weißenburg |
| Werden (tot 25 februari)                          | Abdij Werden                                                                                                | Duits: Werden |
| Wettenhausen (tot 25 februari)                    | Proosdij Wettenhausen                                                                                       | Duits: Wettenhausen |
| Wetzlar (tot 25 februari)                         | Rijksstad Wetzlar                                                                                           | Duits: Wetzlar |
| Wied-Neuwied                                      | Vorstendom Wied-Neuwied                                                                                     | Duits: Wied-Neuwied |
| Wied-Runkel                                       | Vorstendom Wied-Runkel                                                                                      | Duits: Wied-Runkel |
| Wimpfen (tot 25 februari)                         | Rijksstad Wimpfen                                                                                           | Duits: Wimpfen |
| Windsheim (tot 25 februari)                       | Rijksstad Windsheim                                                                                         | Duits: Windsheim |
| Winterrieden (vanaf 25 februari)                  | Burggraafschap Winterrieden                                                                                 | Duits: Winterrieden |
| Worms (tot 25 februari)                           | Prinsbisdom Worms                                                                                           | Duits: Worms |
| Württemberg                                       | Hertogdom Württemberg (tot 29 april) Keurvorstendom Württemberg (vanaf 29 april)                            | Duits: Württemberg |
| Zell am Harmersbach (tot 25 februari)             | Rijksstad Zell am Harmersbach                                                                               | Duits: Zell am Harmersbach |

### Landen binnen de grenzen van het Ottomaanse Rijk
In onderstaande lijst zijn staten opgenomen die lagen in het gebied dat officieel behoorde tot het Ottomaanse Rijk, maar waar het Ottomaanse Rijk geen zeggenschap had. Bahrein was een vazal van Diriyah en is niet apart in onderstaande lijst opgenomen.
| Korte landsnaam (Nederlands) | Officiële landsnaam (Nederlands)                                            | Korte landsnaam (oorspronkelijke taal/talen)                                 |
| ---------------------------- | --------------------------------------------------------------------------- | ---------------------------------------------------------------------------- |
| Abu Arish (tot 1803)         | Sjeikdom Abu Arish                                                          | Arabisch: Abu Arish / أبو عريش                                               |
| Aqrabi                       | Sjeikdom Aqrabi                                                             | Arabisch: 'Aqrabi / عقربي                                                    |
| Audhali                      | Sultanaat Audhali                                                           | Arabisch: al-ʿAwdhalī / العوذلي                                              |
| Bayda                        | Sultanaat Bayda (ook wel: Beda / Baidah)                                    | Arabisch: Al-Bayḍā / ٱلْبَيْضَاء                                                 |
| Beihan                       | Emiraat Beihan (ook wel: Bayhan)                                            | Arabisch: Bayḥān / بيحان                                                     |
| Dhala                        | Emiraat Dhala (ook wel: Dali / Dhali / Amiri)                               | Arabisch: aḍ-Ḍāliʿ / الضالع                                                  |
| Diriyah                      | Emiraat Diriyah (ook wel: Eerste Saoedische Staat)                          | Arabisch: ad-Dir‘iyya / الدرعية                                              |
| Fadhli                       | Sultanaat Fadhli                                                            | Arabisch: Faḍlī / فضلي                                                       |
| Haushabi                     | Sultanaat Haushabi                                                          | Arabisch: Al-Hawshabī / الحوشبي                                              |
| Kharj                        | Emiraat Khardj                                                              | Arabisch: al-Kharj / الخرج                                                   |
| Kathiri                      | Sultanaat Kathiri                                                           | Arabisch: al-Kathīrī / الكثيري                                               |
| Koeweit                      | Sjeikdom Koeweit                                                            | Arabisch: al-Kuwayt / الكويت                                                 |
| Lahej                        | Sultanaat Lahej (ook wel: Sultanaat Abdali / Lahij)                         | Arabisch: Laḥij / لحج                                                        |
| Mahra                        | Mahrasultanaat Qishn en Socotra (ook wel: Mahrasultanaat Ghayda en Socotra) | Arabisch: Salṭanat Mahrah fī Qishn wa Suquṭrah / سلطنة المهرة في قشن و سقطرة |
| Manfuha                      | Sjeikdom Manfuha                                                            | Arabisch: Manfuha / منفوحة                                                   |
| Mukalla                      | Staat Mukalla                                                               | Arabisch: al-Mukallā / ٱلْمُكَلَّا                                                |
| Mutayr                       | Sjeikdom Mutayr                                                             | Arabisch: Mutayr / مطير                                                      |
| Neder-Aulaqi                 | Sultanaat Neder-Aulaqi                                                      | Arabisch: ʿAwlaqī al-Suflī / العوالق السفلى                                  |
| Neder-Yafa                   | Sultanaat Neder-Yafa                                                        | Arabisch: Yāfiʿ al-Suflā / يافع السفلى                                       |
| Opper-Aulaqi (sjeikdom)      | Sjeikdom Opper-Aulaqi                                                       | Arabisch: Mashyakhat al-ʿAwālaq al-ʿUlyā / مشيخة العوالق العليا              |
| Opper-Aulaqi (sultanaat)     | Sultanaat Opper-Aulaqi                                                      | Arabisch: Salṭanat al-ʿAwālaq al-ʿUlyā / سلطنة العوالق العليا                |
| Opper-Yafa                   | Staat Opper-Yafa (ook wel: Sultanaat Opper-Yafa)                            | Arabisch: Yāfiʿ al-ʿUlyā / يافع العليا                                       |
| Qasimiden                    | Imamaat van de Qasimiden (Imamaat Jemen / Imamaat van de Zaidieten)         | Arabisch:                                                                    |
| Shaib                        | Sjeikdom Shaib                                                              | Arabisch: Shuʿayb / شعيب                                                     |
| Shihr                        | Shihr                                                                       | Arabisch: Ash Shihr / الشحر                                                  |
| Subeihi                      | Sultanaat Subeihi                                                           | Arabisch: aṣ-Ṣubayḥī / الصبيحي                                               |
| Unayzah                      | Emiraat Unayzah (ook wel: Anayzah)                                          | Arabisch: Unaizah / عنيزة                                                    |
| Wahidi                       | Sultanaat Wahidi                                                            | Arabisch: Wāḥidī / واحدي                                                     |

### Landen binnen de grenzen van het Perzische Rijk
In onderstaande lijst zijn staten opgenomen die lagen in het gebied dat officieel behoorde tot Perzië, maar waarover Perzië weinig tot geen controle had.
| Korte landsnaam (Nederlands) | Officiële landsnaam (Nederlands)                               | Korte landsnaam (oorspronkelijke taal/talen)                              |
| ---------------------------- | -------------------------------------------------------------- | ------------------------------------------------------------------------- |
| Akhty-Para                   | Confederatie Akhty-Para                                        | Lezgisch:                                                                 |
| Aqusha-Dargo                 | Confederatie Aqusha-Dargo                                      | Lezgisch:                                                                 |
| Ardebil                      | Kanaat Ardebil (ook wel: Ardabil / Badiroghlu)                 | Azerbeidzjaans: Ərdəbil Perzisch: Ardabīl / اردبیل                        |
| Bakoe                        | Kanaat Bakoe                                                   | Azerbeidzjaans: Bakı Perzisch: Bād-kube / باد-کوبه                        |
| Derbent                      | Kanaat Derbent (ook wel: Derbend)                              | Azerbeidzjaans: Dərbənd Lezgisch: Кьвевар Perzisch: Darband / دربند       |
| Djaro-Belokani               | Confederatie Djaro-Belokani                                    | Avaars: Tsachoerisch:                                                     |
| Elisu (tot 17 april)         | Sultanaat Elisu (ook wel: Elisou / Ilisu)                      | Azerbeidzjaans: Georgisch: Tsachoerisch:                                  |
| Ganja                        | Kanaat Ganja                                                   | Azerbeidzjaans: Gəncə Perzisch: Ganjeh / گنجه                             |
| Gazikumukh                   | Kanaat Gazikumukh (ook wel: Lak / Kazi-Kumukh / Qazi-Qumuq)    | Lak: Gazigumukssa Khanlug Perzisch:                                       |
| Jerevan                      | Kanaat Jerevan                                                 | Armeens: Yerevan / Երևան Azerbeidzjaans: İrəvan Perzisch: Īravān / ایروان |
| Kaitag                       | Kaitag                                                         | Dargiens: Koemuks: Perzisch:                                              |
| Karabach                     | Kanaat Karabach                                                | Azerbeidzjaans: Qarabağ Perzisch: Xānāt e Qarebāq / خانات قره‌باغ          |
| Khalkhal                     | Kanaat Khalkhal (ook wel: Herowabad / Herow)                   | Azerbeidzjaans: Hirow / هیرو Perzisch: Khālkhāl / خالخال                  |
| Khoy                         | Kanaat Khoy (ook wel: Donboli)                                 | Azerbeidzjaans: Xoy Perzisch: Khoy / خوی                                  |
| Maku                         | Kanaat Maku (ook wel: Kangarli)                                | Azerbeidzjaans: Maku Perzisch: Mākū / ماكو                                |
| Maragha                      | Kanaat Maragha (ook wel: Maraqeh / Maragheh)                   | Azerbeidzjaans: ماراغا Perzisch: Marāgheh / مراغه                         |
| Marand                       | Kanaat Marand (ook wel: Morand)                                | Azerbeidzjaans: Mərənd Perzisch: Marand / مرند                            |
| Nachitsjevan                 | Kanaat Nachitsjevan                                            | Azerbeidzjaans: Naxçivan Perzisch: خانات نخجوان                           |
| Quba                         | Kanaat Quba (ook wel: Kuba)                                    | Azerbeidzjaans: Quba Lezgisch: Куба́                                       |
| Qutqashen                    | Sultanaat Qutqashen (ook wel: Qabala)                          | Azerbeidzjaans: Qutqaşen sultanlığı / Qəbələ mahalı Perzisch:             |
| Shaki                        | Kanaat Shaki (ook wel: Sheki / Sjeki / Şəki / Shekin / Shakki) | Azerbeidzjaans: Şəki Perzisch: خانات شکّی                                  |
| Shamakha                     | Kanaat Shamakha                                                | Azerbeidzjaans: Perzisch:                                                 |
| Tabassaran                   | Vorstendom Tabassaran (ook wel: Tabasaran)                     | Perzisch: Tabassaraans:                                                   |
| Talysh                       | Kanaat Talysh (ook wel: Lankaran)                              | Azerbeidzjaans: Talış Talysh: Perzisch:                                   |
| Zanjan                       | Kanaat Zanjan                                                  | Azerbeidzjaans: زنگان Perzisch: Zanjan / زنجان                            |

### Autonome gebieden binnen de Marathaconfederatie
De soevereine vorst van de Marathaconfederatie was de chhatrapati. Er waren twee chhatrapati's, beide van de Bhonsle-dynastie, gezeteld in Satara en Kolhapur. De feitelijke macht was echter in handen van de peshwa (premier) van de Bhat-familie. Daarnaast hadden grote delen van het rijk een semi-autonome status. De belangrijkste dynastieën die deze gebieden bestuurden waren de Gaekwad van Baroda, de Holkar van Indore, de Scindia van Gwalior en de Puar van Dewas, maar er waren vele andere semi-autonome gebieden.
| Korte landsnaam (Nederlands) | Status                                                                   | Korte landsnaam (oorspronkelijke taal/talen) |
| ---------------------------- | ------------------------------------------------------------------------ | -------------------------------------------- |
| Ajaigarh                     | Ajaigarh (ook wel: Ajaygarh / Adjygurh)                                  | Marathi:                                     |
| Akalkot                      | Akalkot (ook wel: Akkalkot), onder bestuur van de Bhonsle-dynastie       | Marathi: अक्कलकोट                              |
| Alipura                      | Alipura                                                                  | Marathi:                                     |
| Aundh                        | Aundh                                                                    | Marathi: औंध                                  |
| Baroda                       | Baroda, onder bestuur van de Gaekwad-dynastie                            | Marathi: वडोदरा                                |
| Bhopal                       | Bhopal, onder bestuurt van de Mirazikhel-dynastie                        | Perzisch: بوپال                              |
| Bhor                         | Bhor                                                                     | Marathi: भोर                                  |
| Daphlapur                    | Daphlapur (ook wel: Daflepur), onder bestuur van de Dafle-dynastie       | Marathi:                                     |
| Dewas Junior                 | Dewas Junior, onder bestuur van de Puar-dynastie                         | Marathi:                                     |
| Dewas Senior                 | Dewas Senior, onder bestuur van de Puar-dynastie                         | Marathi:                                     |
| Dhar                         | Dhar, onder bestuur van de Puar-dynastie                                 | Marathi: धार                                  |
| Gwalior                      | Gwalior (ook wel: Ujjain), onder bestuur van de Scindia-dynastie         | Marathi: ग्वाल्हेर                               |
| Indore                       | Indore, onder bestuur van de Holkar-dynastie                             | Marathi: इंदूर                                 |
| Jaitpur                      | Jaitpur                                                                  | Marathi:                                     |
| Jaso                         | Jaso (ook wel: Jassu)                                                    | Marathi:                                     |
| Jath                         | Jath (ook wel: Joth), onder bestuur van de Dafle-dynastie                | Marathi: जत                                  |
| Kolhapur                     | Kolhapur, onder bestuur van de Bhonsle-dynastie                          | Marathi: कोल्हापूर                               |
| Kurundvad                    | Kurundvad (ook wel: Kurandvad), onder bestuur van de Patwardhan-dynastie | Marathi:                                     |
| Miraj                        | Miraj, onder bestuur van de Patwardhan-dynastie                          | Marathi: मिरज                                 |
| Nagpur                       | Nagpur, onder bestuur van de Bhonsle-dynastie                            | Marathi: नागपूर                                |
| Panna                        | Panna                                                                    | Marathi: पन्ना                                 |
| Phaltan                      | Phaltan, onder bestuur van de Nimbalkar-dynastie                         | Marathi: फलटण                                |
| Sangli                       | Sangli, onder bestuur van de Patwardhan-dynastie                         | Marathi: सांगली                                 |

### Staten binnen het Mogolrijk
Onderstaande staten behoorden officieel tot het Mogolrijk, maar waren daarvan in feite onafhankelijk. Veel van deze staten, zoals de staten in Rajasthan (waaronder Banswara, Bharatpur, Bikaner, Jaipur, Jaisalmer, Jodhpur, Kishangarh, Pratapgarh en Udaipur) betaalden tribuut aan de Marathaconfederatie, maar ze waren er verder onafhankelijk van.
| Korte landsnaam (Nederlands) | Status                                                 | Korte landsnaam (oorspronkelijke taal/talen)   |
| ---------------------------- | ------------------------------------------------------ | ---------------------------------------------- |
| Alwar (tot 14 november)      | Alwar (ook wel: Ulwar)                                 | Rajasthani: अलवर                               |
| Avadh                        | Koninkrijk Avadh (ook wel: Awadh / Oudh)               | Avadhi en Hindoestani: Avadha / अवध Urdu: اودھ |
| Banswara                     | Banswara                                               | Wagdi:                                         |
| Barwani                      | Barwani                                                | Hindoestani: Baḍwāni / बड़वानी                    |
| Bharatpur                    | Koninkrijk Bharatpur (ook wel: Jat Staat)              | Hindoestani: Bharatpur / भरतपुर                 |
| Bikaner                      | Bikaner                                                | Rajasthani: बिकाणो                                |
| Bundi                        | Bundi                                                  | Hindoestani: Būndī / बूंदी                        |
| Dungarpur                    | Dungarpur                                              | Wagdi:                                         |
| Jaipur                       | Jaipur                                                 | Hindi: Jayapur /जयपुर                           |
| Jaisalmer                    | Jaisalmer                                              | Rajasthani: जैसलमेर                              |
| Jodhpur                      | Jodhpur (ook wel: Marwar)                              | Rajasthani: जोधपुर Urdu: جودهپُور                 |
| Karauli                      | Karauli                                                | Hindi: करौली                                     |
| Kishangarh                   | Kishangarh                                             | Rajasthani:                                    |
| Kota                         | Kota (ook wel: Kotah)                                  | Rajasthani: कोटा                                 |
| Pratapgarh                   | Pratapgarh (ook wel: Pratabgarh)                       | Rajasthani:                                    |
| Sirohi                       | Sirohi                                                 | Rajasthani:                                    |
| Udaipur                      | Koninkrijk Udaipur (ook wel: Sisodia-dynastie / Mewar) | Mewari:                                        |

### Balinese koninkrijken
Het Koninkrijk Bali bestond uit diverse zelfstandige koninkrijken, waarbij de koning van Klungkung fungeerde als een primus inter pares. Ubud was een vazal van Gianyar en is niet apart weergegeven.
| Korte landsnaam (Nederlands) | Status                | Korte landsnaam (oorspronkelijke taal/talen) |
| ---------------------------- | --------------------- | -------------------------------------------- |
| Badung                       | Koninkrijk Badung     | Balinees: Badung                             |
| Buleleng                     | Koninkrijk Buleleng   | Balinees: Buleleng                           |
| Gianyar                      | Koninkrijk Gianyar    | Balinees: Gianyar                            |
| Jembrana                     | Koninkrijk Jembrana   | Balinees: Jembrana                           |
| Karangasem                   | Koninkrijk Karangasem | Balinees: Karangasem                         |
| Kesiman                      | Koninkrijk Kesiman    | Balinees: Kesiman                            |
| Klungkung                    | Koninkrijk Klungkung  | Balinees: Klungkung                          |
| Mengwi                       | Koninkrijk Mengwi     | Balinees: Mengwi                             |
| Pamecutan                    | Koninkrijk Pamecutan  | Balinees: Pamecutan                          |
| Tabanan                      | Koninkrijk Tabanan    | Balinees: Tabanan                            |

### Niet algemeen erkende landen
| Korte landsnaam (Nederlands) | Lange landsnaam (Nederlands)           | Korte landsnaam (oorspronkelijke taal/talen)                     |
| ---------------------------- | -------------------------------------- | ---------------------------------------------------------------- |
| Couto Misto                  | Couto Misto                            | Galicisch: Couto Mixto Portugees: Couto Misto Spaans: Coto Mixto |
| Franceville                  | Onafhankelijke Gemeenschap Franceville | Bislama en Frans: Franceville                                    |
| Mombassa                     | Sultanaat Mombassa                     | Arabisch: مومباسا                                                |
| Muskogee                     | Staat Muskogee                         | Engels: Muskogee                                                 |

## Niet-onafhankelijke gebieden
Hieronder staat een lijst van afhankelijke gebieden.

### Niet-onafhankelijke gebieden van Ashanti
| Korte landsnaam (Nederlands) | Status     | Korte landsnaam (oorspronkelijke taal/talen) |
| ---------------------------- | ---------- | -------------------------------------------- |
| Denkyira                     | Vazalstaat | Akan: Denkyira                               |

### Niet-onafhankelijke gebieden van Benin
De Ekiti-koninkrijken waren onder andere Ado-Ekiti, Akure, Aramoko-Ekiti, Awo-Ekiti en Ise-Ekiti. Deze stadstaten zijn niet apart weergegeven.
| Korte landsnaam (Nederlands) | Status      | Korte landsnaam (oorspronkelijke taal/talen) |
| ---------------------------- | ----------- | -------------------------------------------- |
| Ekiti-koninkrijken           | Vazalstaten | Yoruba:                                      |

### Britse niet-onafhankelijke gebieden
| Korte landsnaam (Nederlands)                   | Status | Korte landsnaam (oorspronkelijke taal/talen)         |
| ---------------------------------------------- | --- | ---------------------------------------------------- |
| Alderney                                       | Brits Kroonbezit | Engels: Alderney Frans: Aurigny                      |
| Bahama's                                       | Kroonkolonie | Engels: Bahama Islands                               |
| Barbados                                       | Kolonie | Engels: Barbados                                     |
| Bermuda                                        | Kroonkolonie | Engels: Bermuda                                      |
| Britse Bovenwindse Eilanden                    | Kolonie | Engels: Leeward Islands                              |
| Britse Goudkust                                | Overzees bezit, eigendom van de Company of Merchants Trading to Africa                                                | Engels: Gold Coast                                   |
| Cape Bretoneiland                              | Kolonie | Engels: Cape Breton Island                           |
| Ceylon                                         | Kroonkolonie | Engels: Ceylon                                       |
| Dominica                                       | Kolonie | Engels: Dominica                                     |
| Fort James                                     | Overzees bezit, eigendom van de Company of Merchants Trading to Africa                                                | Engels: Fort James                                   |
| Fort William                                   | Overzees bezit | Engels: Fort William at Whydah                       |
| Gibraltar                                      | Overzees bezit | Engels: Gibraltar                                    |
| Grenada                                        | Kolonie | Engels: Grenada                                      |
| Guernsey                                       | Brits Kroonbezit | Engels: Guernsey Frans: Guernesey                    |
| Hannover (tot 4 juni)                          | Keurvorstendom Brunswijk-Lüneburg: deel van het Heilige Roomse Rijk, in personele unie met Groot-Brittannië verbonden | Duits: Hannover Engels: Hanover                      |
| Jamaica                                        | Kroonkolonie | Engels: Jamaica                                      |
| Jersey                                         | Brits Kroonbezit | Engels en Frans: Jersey                              |
| Kaapkolonie (tot 21 februari)                  | Kroonkolonie | Engels: Cape Colony Nederlands: Kaap de Goede Hoop   |
| Lord Howe-eiland                               | Overzees bezit | Engels: Lord Howe Island                             |
| Man                                            | Bezit | Engels: Isle of Man Manx-Gaelisch: Ellan Vannin      |
| Mary Ballcouts Eiland                          | Overzees bezit | Engels: Mary Ballcout's Island                       |
| Miskitokoninkrijk                              | Protectoraat: Miskitokoninkrijk                                                                                       | Engels: Mosquito Kingdom Miskito:                    |
| Neder-Canada                                   | Kolonie | Engels: Lower Canada                                 |
| Newfoundland                                   | Kolonie | Engels: Newfoundland                                 |
| Nieuw-Brunswijk                                | Kolonie | Engels: New Brunswick                                |
| New South Wales                                | Kroonkolonie | Engels: New South Wales                              |
| Noordwestelijk Territorium                     | Eigendom van de Hudson's Bay Company                                                                                  | Engels: North-Western Territory                      |
| Nova Scotia                                    | Kolonie | Engels: Nova Scotia                                  |
| Oost-Indië                                     | Gebied van de Britse Oost-Indische Compagnie                                                                          | Engels: East India                                   |
| Opper-Canada                                   | Kolonie | Engels: Upper Canada                                 |
| Prins Edwardeiland                             | Kolonie | Engels: Prince Edward Island                         |
| Prins Edwardeilanden                           | Overzees bezit | Engels: Prince Edward Islands                        |
| Rupertland                                     | Eigendom van de Hudson's Bay Company.                                                                                 | Engels: Rupert's Land                                |
| Saint Lucia (vanaf 21 juni)                    | Kolonie | Engels: Saint Lucia                                  |
| Saint Vincent                                  | Kolonie | Engels: Saint Vincent                                |
| Shenge                                         | Protectoraat | Engels: Shenge                                       |
| Sierra Leone                                   | Eigendom van de Sierra Leone Company                                                                                  | Engels: Sierra Leone                                 |
| Sint-Helena                                    | Gebied van de Britse Oost-Indische Compagnie                                                                          | Engels: Saint Helena                                 |
| Stikineterritorium                             | Overzees bezit | Engels: Stickeen Territories / Stikine Territory     |
| Tobago (vanaf 30 juni)                         | Kolonie | Engels: Tobago                                       |
| Trinidad                                       | Kolonie | Engels: Trinidad                                     |
| Zuid-Georgië en de Zuidelijke Sandwicheilanden | Overzees bezit | Engels: South Georgia and the South Sandwich Islands |

### Niet-onafhankelijke gebieden van Buchara
| Korte landsnaam (Nederlands) | Status                                        | Korte landsnaam (oorspronkelijke taal/talen) |
| ---------------------------- | --------------------------------------------- | -------------------------------------------- |
| Andkhoy                      | Vazalstaat: Kanaat Andkhoy (ook wel: Andkhui) |                                              |

### Chinese niet-onafhankelijke gebieden
| Korte landsnaam (Nederlands) | Status                              | Korte landsnaam (oorspronkelijke taal/talen) |
| ---------------------------- | ----------------------------------- | -------------------------------------------- |
| Hunza                        | Vazalstaat: Hunza (ook wel: Kanjut) | Urdu: Hunza / ہنزہ                           |
| Ladakh                       | Vazalstaat van Tibet                | Ladakhi:                                     |
| Lanfang                      | Vazalstaat: Republiek Lanfang       | Mandarijn: Lánfāng Gònghéguó / 蘭芳共和國    |
| Tibet                        | Vazalstaat                          | Tibetaans: Bod / བོད་                         |

### Deense niet-onafhankelijke gebieden
| Korte landsnaam (Nederlands) | Status                                                                                                  | Korte landsnaam (oorspronkelijke taal/talen) |
| ---------------------------- | --- | -------------------------------------------- |
| Deense Goudkust              | Kolonie                                                                                                 | Deens: Den danske Guldkyst                   |
| Deens-Oost-Indië             | Kolonie                                                                                                 | Deens: Dansk Ostindien                       |
| Deens-West-Indië             | Kolonie                                                                                                 | Deens: Dansk Vestindien                      |
| Groenland                    | Kolonie                                                                                                 | Deens: Grønland                              |
| Holstein                     | Hertogdom Holstein, in personele unie met Denemarken verbonden en onderdeel van het Heilige Roomse Rijk | Deens: Holsten Duits: Holstein               |
| IJsland                      | Kolonie                                                                                                 | Deens: Ísland                                |
| Sleeswijk                    | Vazalstaat: Hertogdom Sleeswijk, in personele unie met Denemarken verbonden                             | Deens: Slesvig Duits: Schleswig              |

### Franse niet-onafhankelijke gebieden
| Korte landsnaam (Nederlands)            | Status                             | Korte landsnaam (oorspronkelijke taal/talen)                                            |
| --------------------------------------- | ---------------------------------- | --------------------------------------------------------------------------------------- |
| Bataafs Gemenebest                      | Vazalstaat: Bataafs Gemenebest     | Frans: Nederlands: Bataafsch Gemeenebest                                                |
| Crozeteilanden                          | Overzees bezit                     | Frans: Îles Crozet                                                                      |
| Etrurië                                 | Vazalstaat: Koninkrijk Etrurië     | Frans: Étrurie Italiaans: Etruria                                                       |
| Franse Goudkust                         | Overzees bezit                     | Frans: Établissements français de la Côte-d'Or                                          |
| Frans-Guyana                            | Kolonie                            | Frans: Guyane Français                                                                  |
| Frans-Oost-Indië (vanaf 3 februari)     | Kolonie                            | Frans: Indes-Orientales                                                                 |
| Guadeloupe                              | Kolonie                            | Frans: Guadeloupe                                                                       |
| Helvetische Republiek (tot 10 maart)    | Vazalstaat: Helvetische Republiek  | Duits: Helvetische Republik Frans: République Helvétique Italiaans: Repubblica Elvetica |
| Île de France (tot 3 februari)          | Kolonie                            | Frans: Île de France                                                                    |
| Italië                                  | Vazalstaat: Italiaanse Republiek   | Italiaans: Italia                                                                       |
| Kerguelen                               | Overzees bezit                     | Frans: Îles Kerguelen                                                                   |
| Ligurische Republiek                    | Ligurische Republiek               | Frans: République ligurienne Italiaans: Repubblica Ligure                               |
| Lucca                                   | Vazalstaat: Republiek Lucca        | Frans en Italiaans: Lucca                                                               |
| Martinique                              | Kolonie                            | Frans: Martinique                                                                       |
| Nieuw-Frankrijk (tot 20 december)       | Kolonie                            | Frans: Nouvelle-France                                                                  |
| Réunion (tot 3 februari)                | Kolonie                            | Frans: Île de la Réunion                                                                |
| Rhodaanse Republiek                     | Vazalstaat: Rhodaanse Republiek    | Frans: République rhodanienne                                                           |
| Saint-Domingue                          | Kolonie                            | Frans: Saint-Domingue                                                                   |
| Saint-Paul en Amsterdam                 | Overzees bezit                     | Frans: Saint-Paul-et-Amsterdam                                                          |
| Sainte-Lucie (tot 21 juni)              | Kolonie                            | Frans: Sainte-Lucie                                                                     |
| Saint-Pierre en Miquelon (tot 20 maart) | Kolonie                            | Frans: Saint-Pierre-et-Miquelon                                                         |
| San Marino                              | Protectoraat: Republiek San Marino | Italiaans: San Marino                                                                   |
| Senegal                                 | Kolonie                            | Frans: Senegal                                                                          |
| Tobago (tot 30 juni)                    | Kolonie                            | Frans: Tobago                                                                           |
| Zwitserland (vanaf 10 maart)            | Vazalstaat: Zwitserse Bondsstaat   | Duits: Schweiz Frans: Suisse Italiaans: Svizzera                                        |

### Bataafse niet-onafhankelijke gebieden
Het Bataafs Gemenebest was een vazalstaat van Frankrijk. 

De staten (vorstenlanden) van Nederlands-Indië die onder Nederlandse protectie stonden en soms een grote mate van autonomie hadden, zijn niet apart weergegeven. Voorbeelden hiervan zijn: Bacan, Banjarmasin, Bantam, Bima, Cirebon, Gowa, Mataram, Siau, Tabukan en Tidore.
| Korte landsnaam (Nederlands)    | Status                                     | Korte landsnaam (oorspronkelijke taal/talen)               |
| ------------------------------- | ------------------------------------------ | ---------------------------------------------------------- |
| Aruba                           | Kolonie                                    | Nederlands: Aruba                                          |
| Berbice (tot 20 september)      | Kolonie                                    | Nederlands: Berbice                                        |
| Curaçao (vanaf januari)         | Kolonie                                    | Nederlands: Curaçao                                        |
| Kaapkolonie (vanaf 21 februari) | Kolonie (Tussenstation Kaap de Goede Hoop) | Nederlands: Kaap de Goede Hoop                             |
| Essequebo (tot 20 september)    | Kolonie                                    | Nederlands: Essequebo                                      |
| Nederlands-Indië                | Kolonie                                    | Nederlands: Nederlands-Indië                               |
| Nederlandse Goudkust            | Kolonie: Nederlands-Guinea                 | Nederlands: Nederlandsche Bezittingen ter Kuste van Guinea |
| Sint Maarten                    | Kolonie                                    | Nederlands: Sint Maarten                                   |
| Sint Eustatius                  | Kolonie                                    | Nederlands: Sint Eustatius                                 |
| Suriname                        | Kolonie                                    | Nederlands: Suriname                                       |

### Landen binnen het Habsburgse Rijk
| Korte landsnaam (Nederlands) | Status                                                                                              | Korte landsnaam (oorspronkelijke taal/talen)                                                                    |
| ---------------------------- | --------------------------------------------------------------------------------------------------- | --- |
| Bohemen                      | Koninkrijk Bohemen: land van de Boheemse kroon en deel van het Heilige Roomse Rijk                  | Duits: Böhmen Latijn: Regnum Bohemiae Tsjechisch: Ceské království                                              |
| Galicië en Lodomerië         | Koninkrijk Galicië en Lodomerië met het Groothertogdom Krakau en de Hertogdommen Auschwitz en Zator | Duits: Galizien und Lodomerien Oekraïens: Королівство Галичини і Лодомерії Pools: Królestwo Galicji i Lodomerii |
| Görz en Gradisca             | Graafschap Görz en Gradisca: erfland en deel van het Heilige Roomse Rijk                            | Duits: Görz und Gradisca                                                                                        |
| Hongarije                    | Koninkrijk Hongarije: land van de Heilige Hongaarse Stefanskroon                                    | Duits: Ungarn Hongaars: Magyar Latijn: Regnum Hungariae                                                         |
| Karinthië                    | Hertogdom Karinthië: erfland en deel van het Heilige Roomse Rijk                                    | Duits: Kärnten Sloveens: Koroška                                                                                |
| Krain                        | Hertogdom Krain: erfland en deel van het Heilige Roomse Rijk                                        | Duits: Krain Sloveens: Kranjska                                                                                 |
| Kroatië                      | Koninkrijk Kroatië: land van de Heilige Hongaarse Stefanskroon                                      | Duits: Kroatien Kroatisch: Hrvatska Latijn: Croatia                                                             |
| Moravië                      | Markgraafschap Moravië: land van de Boheemse kroon en deel van het Heilige Roomse Rijk              | Duits: Mähren Latijn: Moravia Tsjechisch: Morava                                                                |
| Neder-Oostenrijk             | Aartshertogdom Oostenrijk beneden de Enns: erfland en deel van het Heilige Roomse Rijk              | Duits: Österreich unter der Enns                                                                                |
| Oostenrijks-Silezië          | Hertogdom Opper- en Neder-Silezië: land van de Boheemse kroon en deel van het Heilige Roomse Rijk   | Duits: Österreichisch Schlesien Pools: Slask Austriacki Tsjechisch: Rakouské Slezsko                            |
| Opper-Oostenrijk             | Aartshertogdom Oostenrijk boven de Enns: erfland en deel van het Heilige Roomse Rijk                | Duits: Österreich ob der Enns                                                                                   |
| Poljica                      | Bezet gebied: Republiek Poljica                                                                     | Duits en Kroatisch: Poljica                                                                                     |
| Slavonië                     | Koninkrijk Slavonië: land van de Heilige Hongaarse Stefanskroon                                     | Duits: Slawonien Hongaars: Szlavón Királyság Kroatisch: Slavonija Latijn: Sclavonia                             |
| Stiermarken                  | Hertogdom Stiermarken: erfland en deel van het Heilige Roomse Rijk                                  | Duits: Steiermark Sloveens: Stajerska                                                                           |
| Tirol                        | Graafschap Tirol: erfland en deel van het Heilige Roomse Rijk                                       | Duits: Tirol |
| Transsylvanië                | Grootvorstendom Transsylvanië (ook wel: Zevenburgen): land van de Heilige Hongaarse Stefanskroon    | Duits: Siebenbürgen Hongaars: Erdély Latijn: Transsilvania Roemeens: Transilvania                               |
| Triëst                       | Erfland en deel van het Heilige Roomse Rijk                                                         | Duits: Triest Italiaans: Trieste Sloveens: Trst                                                                 |
| Voor-Oostenrijk              | Verzameling Habsburgse bezittingen en deel van het Heilige Roomse Rijk                              | Duits: Vorderösterreich                                                                                         |
| Vorarlberg                   | Verzameling Habsburgse bezittingen en deel van het Heilige Roomse Rijk                              | Duits: Vorarlberg                                                                                               |
| West-Galicië                 | Habsburgse bezitting                                                                                | Duits: Westgalizien Pools: Galicja Zachodnia                                                                    |

### Niet-onafhankelijke gebieden van Janjira
| Korte landsnaam (Nederlands) | Status                                                                 | Korte landsnaam (oorspronkelijke taal/talen) |
| ---------------------------- | ---------------------------------------------------------------------- | -------------------------------------------- |
| Jafarabad                    | Jafarabad (ook wel: Jafrabad), in personele unie met Janjira verbonden | Gujarati: જાફરાબાદ                              |

### Japanse niet-onafhankelijke gebieden
| Korte landsnaam (Nederlands) | Status                        | Korte landsnaam (oorspronkelijke taal/talen)                    |
| ---------------------------- | ----------------------------- | --------------------------------------------------------------- |
| Riukiu                       | Vazalstaat: Koninkrijk Riukiu | Japans: Ryūkyū Ōkoku / 琉球王国 Riukiuaans: Rūchū-kuku / 琉球國 |

### Niet-onafhankelijke gebieden van Johor
| Korte landsnaam (Nederlands) | Status                       | Korte landsnaam (oorspronkelijke taal/talen) |
| ---------------------------- | ---------------------------- | -------------------------------------------- |
| Muar                         | Vazalstaat                   | Maleis: Muar                                 |
| Pahang                       | Vazalstaat: Sultanaat Pahang | Maleis: Pahang                               |

### Niet-onafhankelijke gebieden van Kutai
| Korte landsnaam (Nederlands) | Status                                   | Korte landsnaam (oorspronkelijke taal/talen) |
| ---------------------------- | ---------------------------------------- | -------------------------------------------- |
| Berau                        | Vazalstaat: Sultanaat Berau              | Maleis: Berau                                |
| Bulungan                     | Vazalstaat van Berau: Sultanaat Bulungan | Maleis: Bulungan / بولوڠن                    |

### Nepalese niet-onafhankelijke gebieden
| Korte landsnaam (Nederlands) | Status       | Korte landsnaam (oorspronkelijke taal/talen) |
| ---------------------------- | ------------ | -------------------------------------------- |
| Garhwal                      | Protectoraat | Garhwali: गढ़वाल रियासत                          |

### Ottomaanse niet-onafhankelijke gebieden
Egypte en Tunis waren onderdelen van het Ottomaanse Rijk, maar hadden een grote mate van autonomie.
| Korte landsnaam (Nederlands) | Status                             | Korte landsnaam (oorspronkelijke taal/talen)  |
| ---------------------------- | ---------------------------------- | --------------------------------------------- |
| Abchazië                     | Vazalstaat: Vorstendom Abchazië    | Abchazisch: Apsny / Аҧсны́                     |
| Baban                        | Vazalstaat: Emiraat Baban          | Koerdisch:                                    |
| Badinan                      | Vazalstaat: Badinan                | Koerdisch:                                    |
| Bitlis                       | Vazalstaat: Vorstendom Bitlis      | Koerdisch:                                    |
| Botan                        | Vazalstaat: Emiraat Botan (Bokhti) | Koerdisch:                                    |
| Egypte (vanaf 16 maart)      | Eyalet Egypte                      | Arabisch: Miṣr / مِصر Osmaans: Mısır / میصیر   |
| Goeria                       | Vazalstaat: Vorstendom Goeria      | Georgisch: Guria / გურია                      |
| Hakkari                      | Vazalstaat: Emiraat Hakkari        | Koerdisch:                                    |
| Imeretië                     | Vazalstaat: Koninkrijk Imeretië    | Georgisch: Imeretis Samepho / იმერეთის სამეფო |
| Mingrelië (tot 4 december)   | Vazalstaat: Vorstendom Mingrelië   | Mingreels:                                    |
| Moldavië                     | Vazalstaat: Vorstendom Moldavië    | Osmaans: Bogdan Roemeens: Moldova             |
| Şirvan                       | Vazalstaat: Emiraat Şirvan         | Koerdisch:                                    |
| Soran                        | Vazalstaat: Emiraat Soran          | Koerdisch:                                    |
| Svanetië                     | Vazalstaat: Vorstendom Svanetië    | Svanetisch:                                   |
| Taqali                       | Vazalstaat: Taqali                 | Taqali: Taqali                                |
| Tunis                        | Beylik Tunis                       | Arabisch: Osmaans:                            |
| Walachije                    | Vazalstaat: Vorstendom Walachije   | Osmaans: Eflak Roemeens: Valahia              |

### Ottomaans-Russische niet-onafhankelijke gebieden
| Korte landsnaam (Nederlands)    | Status                          | Korte landsnaam (oorspronkelijke taal/talen)                                      |
| ------------------------------- | ------------------------------- | --------------------------------------------------------------------------------- |
| Republiek van de Zeven Eilanden | Republiek van de Zeven Eilanden | Grieks: Eptánisos Politía / Επτάνησος Πολιτεία Italiaans: Repubblica Settinsulare |

### Niet-onafhankelijke gebieden van Ouaddaï
| Korte landsnaam (Nederlands) | Status                          | Korte landsnaam (oorspronkelijke taal/talen) |
| ---------------------------- | ------------------------------- | -------------------------------------------- |
| Dar Runga                    | Vazalstaat: Sultanaat Dar Runga |                                              |

### Perzische niet-onafhankelijke gebieden
| Korte landsnaam (Nederlands) | Status                                 | Korte naam (oorspronkelijke taal/talen)                    |
| ---------------------------- | -------------------------------------- | ---------------------------------------------------------- |
| Ardalan                      | Vazalstaat: Ardalan (ook wel: Erdalan) | Koerdisch: Perzisch: Ardalān / اردلان                      |
| Karadach                     | Vazalstaat: Kanaat Karadach            | Azerbeidzjaans: قاراداغ خانلیغی Perzisch: خانات قره‌داغ     |
| Urmia                        | Vazalstaat: Kanaat Urmia               | Azerbeidzjaans: Urmiya / اورمیه و Perzisch: Urmia / ارومیه |

### Portugese niet-onafhankelijke gebieden
| Korte landsnaam (Nederlands) | Status                | Korte landsnaam (oorspronkelijke taal/talen) |
| ---------------------------- | --------------------- | -------------------------------------------- |
| Azoren                       | Kapiteinsgeneraliteit | Portugees: Açores                            |
| Brazilië                     | Onderkoninkrijk       | Portugees: Brasil                            |
| Kaapverdië                   | Kolonie               | Portugees: Cabo Verde                        |
| Macau                        | Kolonie               | Portugees: Macau                             |
| Madeira                      | Kolonie               | Portugees: Madeira                           |
| Portugees-Indië              | Kolonie               | Portugees: Estado da Índia                   |
| Portugees-Oost-Afrika        | Kolonie               | Portugees: África Oriental Portuguesa        |
| Portugees-West-Afrika        | Kolonie               | Portugees: África Ocidental Portuguesa       |
| Sao Tomé en Principe         | Kolonie               | Portugees: São Tomé e Príncipe               |

### Pruisische niet-onafhankelijke gebieden
Het Koninkrijk Pruisen was formeel een personele unie tussen het Keurvorstendom Brandenburg, dat onderdeel was van het Heilige Roomse Rijk, en het eigenlijke Koninkrijk Pruisen, dat geen onderdeel was van het Heilige Roomse Rijk. In de praktijk was Brandenburg echter een onderdeel van het Koninkrijk Pruisen met als staatshoofd de Koning in Pruisen.
| Korte landsnaam (Nederlands) | Status                                                                                                  | Korte landsnaam (oorspronkelijke taal/talen) |
| ---------------------------- | --- | -------------------------------------------- |
| Brandenburg                  | Keurvorstendom Brandenburg (ook wel: Markgraafschap Brandenburg): onderdeel van het Heilige Roomse Rijk | Duits: Brandenburg                           |

### Russische niet-onafhankelijke gebieden
| Korte landsnaam (Nederlands) | Status                                                    | Korte landsnaam (oorspronkelijke taal/talen)                                       |
| ---------------------------- | --------------------------------------------------------- | ---------------------------------------------------------------------------------- |
| Bukej-Horde                  | Vazalstaat: Bukej-Horde                                   | Kazachs: Bökey Ordası / Бөкей Ордасы Russisch: Bukeyevskaya Orda / Букеевская Орда |
| Elisu (vanaf 17 april)       | Sultanaat Elisu (ook wel: Elisou / Ilisu)                 | Azerbeidzjaans: Georgisch: Russisch: Илису Tsachoerisch:                           |
| Grote Horde                  | Protectoraat                                              | Kazachs: Ulı jüz / Ұлы жүз                                                         |
| Jever                        | Heerlijkheid Jever, onderdeel van het Heilige Roomse Rijk | Duits: Jever                                                                       |
| Kleine Horde                 | Protectoraat                                              | Kazachs: Kişi jüz / Кіші жүз                                                       |
| Middelste Horde              | Protectoraat                                              | Kazachs: Orta jüz / Орта жүз                                                       |
| Mingrelië (vanaf 4 december) | Protectoraat: Vorstendom Mingrelië                        | Mingreels:                                                                         |
| Russisch-Amerika             | Territorium van de Russisch-Amerikaanse Compagnie         | Russisch: Russkaya Amerika / Русская Америка                                       |
| Tarki                        | Vazalstaat: Sjamchalaat Tarki                             | Koemuks: Targhu / Таргъу Russisch: Тарки́                                           |

### Rwandese niet-onafhankelijke gebieden
| Korte landsnaam (Nederlands) | Status                                                        | Korte landsnaam (oorspronkelijke taal/talen) |
| ---------------------------- | ------------------------------------------------------------- | -------------------------------------------- |
| Buhoma                       | Vazalstaat: Koninkrijk Buhoma                                 | Kinyarwanda: Buhoma                          |
| Bukonja                      | Vazalstaat: Koninkrijk Bukonja                                | Kinyarwanda: Bukonja                         |
| Bukunzi                      | Vazalstaat: Koninkrijk Bukunzi (ook wel: Koninkrijk Mbirizi)  | Kinyarwanda: Bukunzi                         |
| Bushiru                      | Vazalstaat: Koninkrijk Bushiru                                | Kinyarwanda: Bushiru                         |
| Busozo                       | Vazalstaat: Koninkrijk Busozo                                 | Kinyarwanda: Busozo                          |
| Cyingogo                     | Vazalstaat: Koninkrijk Cyingogo (ook wel: Koninkrijk Kingogo) | Kinyarwanda: Cyingogo                        |
| Kibari                       | Vazalstaat: Koninkrijk Kibari                                 | Kinyarwanda: Kibari                          |
| Ruhengeri                    | Vazalstaat: Koninkrijk Ruhengeri                              | Kinyarwanda: Ruhengeri                       |

### Niet-onafhankelijke gebieden van Siak
| Korte landsnaam (Nederlands) | Status     | Korte landsnaam (oorspronkelijke taal/talen) |
| ---------------------------- | ---------- | -------------------------------------------- |
| Langkat                      | Vazalstaat | Maleis: Langkat                              |
| Pelalawan                    | Vazalstaat | Maleis: Pelalawan                            |
| Serdang                      | Vazalstaat | Maleis: Serdang                              |

### Siamese niet-onafhankelijke gebieden
Het Koninkrijk Besut Darul Iman was een vazal van Terengganu en is niet apart weergegeven. Perlis was onderworpen aan Kedah en is ook niet apart weergegeven. De semi-autonome stadstaten van Lanna (Chiang Rai, Lampang, Lamphun, Mae Hong Son, Nan en Phrae) zijn ook niet apart vermeld.
| Korte landsnaam (Nederlands) | Status                                                                                 | Korte landsnaam (oorspronkelijke taal/talen)                 |
| ---------------------------- | -------------------------------------------------------------------------------------- | ------------------------------------------------------------ |
| Cambodja                     | Vazalstaat: Koninkrijk Cambodja                                                        | Khmer: Kampuchéa / កម្ពុជា Siamees: Kạmphūchā / กัมพูชา           |
| Champasak                    | Vazalstaat: Koninkrijk Champasak                                                       | Laotiaans: Champasak / ຈຳປາສັກ Siamees:                       |
| Kedah                        | Vazalstaat: Sultanaat Kedah Darul Aman                                                 | Maleis: Kedah / قدح Siamees: Syburi / ไทรบุรี                  |
| Lanna                        | Vazalstaat: Land van een Miljoen Rijstvelden (Koninkrijk Lanna / Koninkrijk Chiangmai) | Lanna en Siamees: อาณาจักรล้านนา                               |
| Patani                       | Siamese bezetting van Patani                                                           | Maleis: Patani Siamees: Pattani / ปัตตานี                      |
| Terengganu                   | Vazalstaat: Sultanaat Terengganu Darul Iman                                            | Maleis: Tranung Siamees: Trangkanu / ตรังกานู                  |
| Vientiane                    | Vazalstaat: Koninkrijk Vientiane                                                       | Laotiaans: Wieng Chan / ວຽງຈັນ Siamees: Viang chan / เวียงจันทน์ |
| Xhieng Khuang                | Vazalstaat: Koninkrijk Xhieng Khuang (ook wel: Muang Phuan)                            | Laotiaans: Siamees:                                          |

### Niet-onafhankelijke gebieden van de Sikhs
| Korte landsnaam (Nederlands) | Status     | Korte landsnaam (oorspronkelijke taal/talen) |
| ---------------------------- | ---------- | -------------------------------------------- |
| Kotkhai                      | Vazalstaat |                                              |

### Spaanse niet-onafhankelijke gebieden
| Korte landsnaam (Nederlands) | Status          | Korte landsnaam (oorspronkelijke taal/talen) |
| ---------------------------- | --------------- | -------------------------------------------- |
| Fernando Poo                 | Kolonie         | Spaans: Fernando Pó                          |
| Nieuw-Granada                | Onderkoninkrijk | Spaans: Nueva Granada                        |
| Nieuw-Spanje                 | Onderkoninkrijk | Spaans: Nueva España                         |
| Peru                         | Onderkoninkrijk | Spaans: Perú                                 |
| Río de la Plata              | Onderkoninkrijk | Spaans: Río de la Plata                      |

### Vietnamese niet-onafhankelijke gebieden
| Korte landsnaam (Nederlands) | Status                                                         | Korte landsnaam (oorspronkelijke taal/talen) |
| ---------------------------- | -------------------------------------------------------------- | -------------------------------------------- |
| Champa                       | Vazalstaat: Koninkrijk Champa                                  | Vietnamees: Cham Pa                          |
| Luang Prabang                | Vazalstaat: Land van een miljoen olifanten en de witte parasol | Laotiaans:                                   |

### Zweedse niet-onafhankelijke gebieden
| Korte landsnaam (Nederlands) | Status                                  | Korte landsnaam (oorspronkelijke taal/talen)      |
| ---------------------------- | --------------------------------------- | ------------------------------------------------- |
| Sankt Bartholomeus           | Kolonie                                 | Zweeds: Sankt Bartholomeus                        |
| Wismar (tot 19 augustus)     | Zweeds bezit in het Heilige Roomse Rijk | Duits en Zweeds: Wismar                           |
| Zweeds-Pommeren              | Zweeds bezit in het Heilige Roomse Rijk | Duits: Schwedisch Pommern Zweeds: Svenska Pommern |